# Garnizon Bydgoszcz

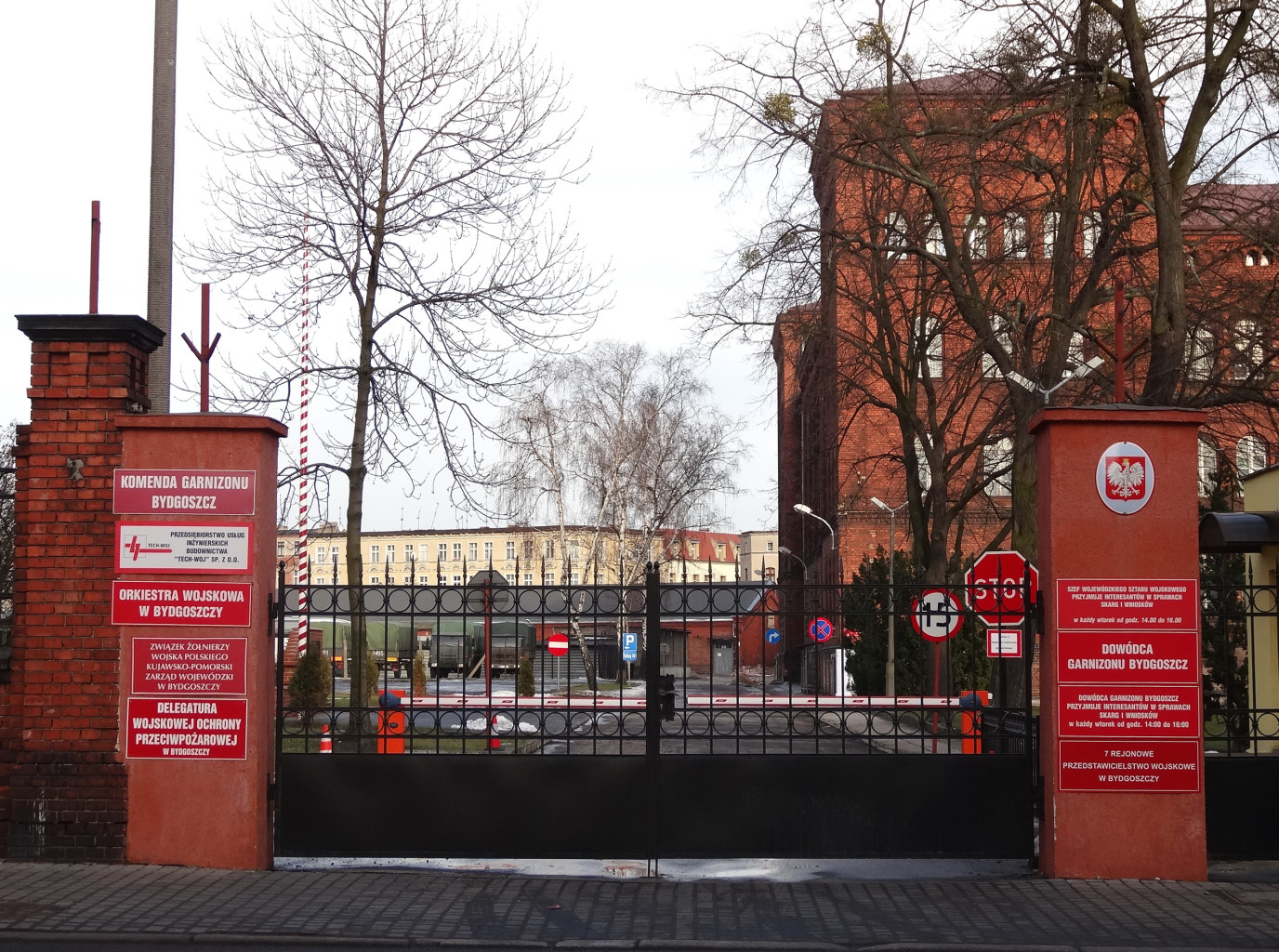
Brama Komendy Garnizonu Bydgoszcz przy ul. Warszawskiej

Garnizon Bydgoszcz – garnizon wojskowy w Polsce zlokalizowany w Bydgoszczy.

## Charakterystyka
Rozporządzeniem Ministra Obrony Narodowej z 10 sierpnia 2022 w sprawie utworzenia, przekształcenia i zniesienia garnizonów oraz określenia zadań, siedzib i terytorialnego zasięgu właściwości ich dowódców, określono  terytorialny zasięg Garnizonu Bydgoszcz. Obejmuje on (2022) miasto Bydgoszcz oraz powiaty: bydgoski, nakielski, sępoleński, tucholski, żniński.
Bydgoszcz jest jednym z ważniejszych ośrodków administracji wojskowej na mapie kraju, w 2014 roku drugim co do wielkości garnizonem w Polsce. Znajduje się tu także większość instytucji NATO obecnych w Polsce.

### Instytucje i jednostki WP
W 2014 roku w Bydgoszczy znajdowały się następujące instytucje wojskowe:
- Inspektorat Wsparcia Sił Zbrojnych (www) – jednostka organizacyjna podległa Ministrowi Obrony Narodowej, bezpośrednio podporządkowana Dowódcy Generalnemu Rodzajów Sił Zbrojnych;
- Batalion Dowodzenia Inspektoratu Wsparcia Sił Zbrojnych (www);
- 1 Pomorska Brygada Logistyczna im. Kazimierza Wielkiego (www) – obecna w większości konfliktów, w których brała udział polska armia, m.in. w Iraku, Czadzie, Afganistanie;
  - Dowództwo;
  - 1 Batalion Dowodzenia i Zabezpieczenia Ziemi Świeckiej;
  - 1 Batalion Logistyczny Ziemi Nakielskiej;
  - 2 Batalion Logistyczny Ziemi Żnińskiej w Bydgoszczy;
- Centrum Doktryn i Szkolenia Sił Zbrojnych (www) – zajmuje się przystosowywaniem NATO-wskich doktryn do działań polskiej armii,
- Wojewódzki Sztab Wojskowy w Bydgoszczy (www);
- Wojskowa Komenda Uzupełnień w Bydgoszczy (www);
- 22 Ośrodek Dowodzenia i Naprowadzania im. płk pil. Tadeusza Henryka Rolskiego – służy siłom lotniczym;
- Region Wsparcia Teleinformatycznego im. gen. bryg. prof. dr hab. Elżbiety Zawackiej w Bydgoszczy (www) – obejmuje województwa: kujawsko-pomorskie, pomorskie, zachodniopomorskie;
- 2 Rejon Wsparcia Teleinformatycznego Sił Powietrznych (www);
- Zespół Zarządzania Wsparciem Teleinformatycznym w Bydgoszczy (www);
- 1 Wojskowy Szpital Polowy – ul. Gdańska 147, jeden z dwóch w kraju, jako Szpital Operacji Pokojowych zabezpieczał medycznie żołnierzy w Iraku i Afganistanie;
- Centralna Wojskowa Pracownia Psychologiczna – ul. Warszawska 10 oraz Wojskowa Pracownia Psychologiczna – ul. Zygmunta Augusta 20;
- Centralna Grupa Działań Psychologicznych (www) – jest obecna m.in. na misjach zagranicznych, w jakich uczestniczą polscy żołnierze;
- 2. Wojskowy Ośrodek Metrologii – ul. Powstańców Warszawy 2 (www)
- Komenda garnizonu Bydgoszcz – ul. Warszawska 10;
- Oddział Żandarmerii Wojskowej w Bydgoszczy (www), jeden z 6 w kraju; podlegają jej placówki w: Poznaniu, Toruniu, Grudziądzu, Inowrocławiu i Powidzu;
- Rejonowy Zarząd Infrastruktury (www) – obejmuje województwo kujawsko-pomorskie i łódzkie;
- 11. Wojskowy Oddział Gospodarczy w Bydgoszczy (www);
- 1.Kompania Regulacji Ruchu – Bydgoszcz;
- Rejonowe Warsztaty Techniczne – zajmują się m.in. remontami pojazdów wojskowych i uzbrojenia;
- Polowe Warsztaty Lotnicze – Bydgoszcz
- Wojskowa Agencja Mieszkaniowa oddział regionalny w Bydgoszczy (www) – obejmuje województwo kujawsko-pomorskie i część łódzkiego;
- Wojskowe Centrum Normalizacji, Jakości i Kodyfikacji – 7.Rejonowe Przedstawicielstwo Wojskowe – Bydgoszcz;
- Delegatura Wojskowej Inspekcji Gospodarki Energetycznej – Bydgoszcz;
- Wojskowa Ochrona Pożarowa (www) – jedna z 10 delegatur w kraju, obejmuje województwo kujawsko-pomorskie i łódzkie;
- 10 Wojskowy Szpital Kliniczny z Polikliniką w Bydgoszczy (www);
- Wojskowy Ośrodek Medycyny Prewencyjnej (www) – jeden z 5 w kraju, obejmuje województwa: kujawsko-pomorskie, łódzkie i wielkopolskie;
- Wojskowe Zakłady Lotnicze nr 2 (www);
- Orkiestra Wojskowa w Bydgoszczy; (www)
- Muzeum Wojsk Lądowych (www)
- Cywilno-Wojskowy Związek Sportowy Zawisza Bydgoszcz (www) – należy do Wojskowej Federacji Sportu (www), w Bydgoszczy znajduje się jedno z 7 Wojskowych Centrów Szkolenia (WCSS) – obok Warszawy, Krakowa, Gdyni, Poznania, Wrocławia i Zakopanego. Szkoleni są tu zawodnicy w dyscyplinach: lekkoatletyka, strzelectwo, kajakarstwo i podnoszenie ciężarów.
- dwie parafie wojskowe: katolicka pw. Najświętszej Maryi Panny Królowej Pokoju i ewangelicko-augsburska.

### Instytucje i jednostki NATO
W Bydgoszczy zlokalizowane są także istotne instytucje NATO, większość z tych, które są w Polsce:
- Centrum Szkolenia Sił Połączonych Joint Force Training Center (www) – dzięki niemu rocznie przyjeżdża do Bydgoszczy kilka tysięcy oficerów z wszystkich państw NATO oraz Partnerstwa Wschodniego; pracuje w nim ok. 100 oficerów NATO i pracowników cywilnych z kilkunastu krajów członkowskich Sojuszu oraz ok. 30 pracowników obsługi[5]
- 3. Batalion Łączności NATO;
- Zespół Wsparcia Teleinformatycznego NATO;
- Centrum Eksperckie Policji Wojskowych NATO (www);
- Jednostka (Grupa) Integracji Sił Sojuszu Północnoatlantyckiego (NATO Force Integration Units NFIU) – element tzw. szpicy NATO, oficjalne otwarcie nastąpiło 20 kwietnia 2016[6]

W marcu 2014 minister obrony narodowej Tomasz Siemoniak zapowiedział ulokowanie w Bydgoszczy Jednostki Integracji Sił Sojuszu Północnoatlantyckiego (NATO Force Integration Units), która będzie odpowiedzialna za realizację sojuszniczego wzmocnienia na wschodzie Europy i w Polsce w ramach przyjętego w 2014 roku na szczycie w Newport „Planu działań na rzecz gotowości” jako elementy tzw. „szpicy” – Połączonych Zadaniowych Sił Bardzo Wysokiej Gotowości. Siedzibą wsparcia dla nowo tworzonych sił szybkiego reagowania NATO jest także Litwa, Łotwa, Estonia, Bułgaria i Rumunia. Grupa integracyjna, która powstała w Polsce wraz z grupami rozmieszczonymi w państwach bałtyckich, podlega Dowództwu Wielonarodowego Korpusu Północno-Wschodniego w Szczecinie. Dowództwo bydgoskiej jednostki tworzy około 40 oficerów z 14 krajów NATO.

## Historia garnizonu bydgoskiego

### Okres staropolski

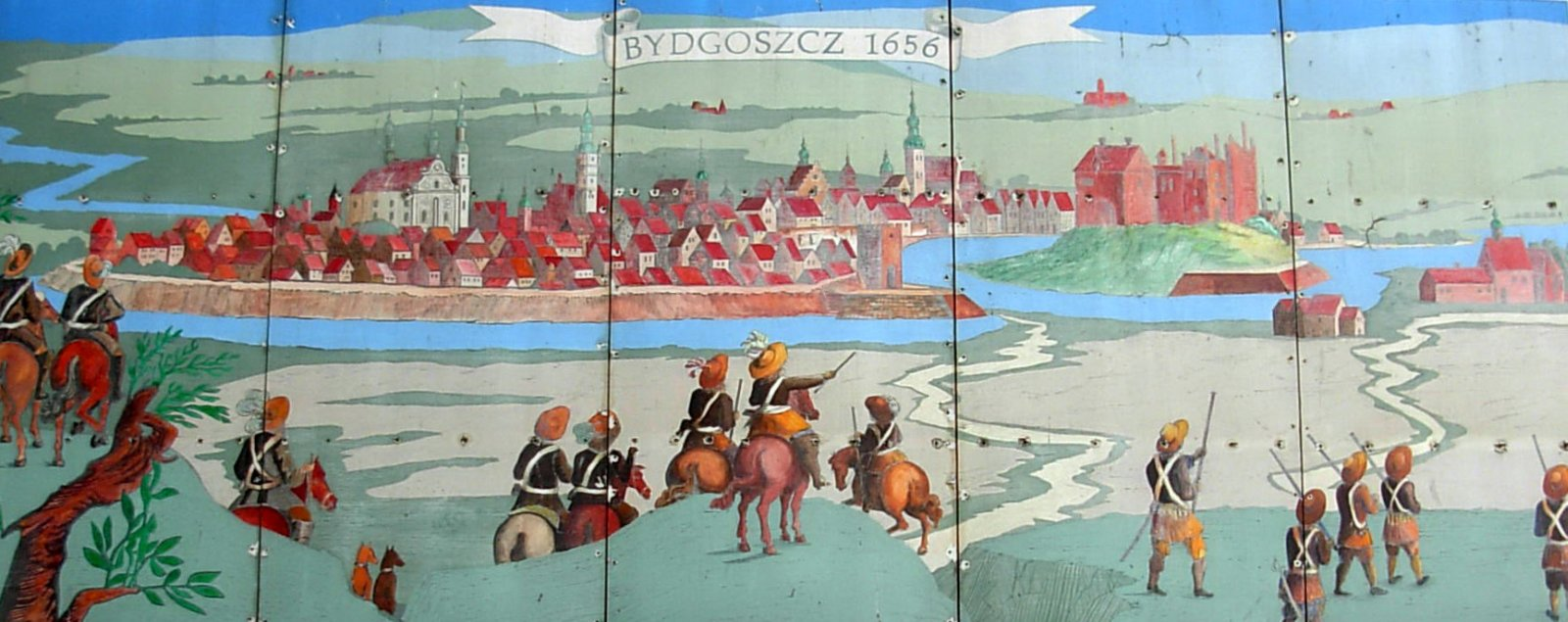
Miasto Bydgoszcz z zamkiem – reprodukcja sztychu Erika Dahlbergha z 1657 roku; na wzgórzu przed miastem wojsko szwedzkie Karola X Gustawa

Pierwsze stałe załogi wojskowe na terytorium obecnej Bydgoszczy związane są z grodami, które kontrolowały szlaki komunikacyjne łączące Kujawy z Pomorzem: Wyszogrodem nad Wisłą (X-XIV w.) oraz grodem bydgoskim na Brdą (XI-XIV w.). W 1113 roku Bolesław Krzywousty pozostawił stałą załogę rycerzy w Wyszogrodzie. W 1330 roku odbyła się tu bitwa z armią krzyżacką zakończona doszczętnym zniszczeniem grodu. Natomiast stała załoga wojskowa w Bydgoszczy związana była z obsadą zamku starościńskiego, od połowy XIV wieku aż do jego zniszczenia podczas potopu szwedzkiego. Od członków rodzin załogi wojskowej, zamieszkujących graniczące z zamkiem przedmieście, nazwano je Babia Wieś i nazwa ta funkcjonuje do dziś. Od 1657, kiedy zamek uległ zniszczeniu, bezpieczeństwa miasta strzegła milicja rekrutująca się z mieszkańców. Formę szkolenia bojowego ogółu mieszczan stanowiło Bydgoskie Bractwo Kurkowe, istniejące od XV wieku. Pograniczny charakter miasta w okresie staropolskim sprawił, że miały tu miejsce liczne starcia zbrojne, koncentracje wojsk i przemarsze armii związane zwłaszcza z wojnami polsko-krzyżackimi i polsko-szwedzkimi (potop szwedzki, III wojna północna). Wojny szwedzkie przyczyniły się do zrujnowania miasta i okolicznych osad wiejskich.

### 1772-1920 (czasy pruskie)

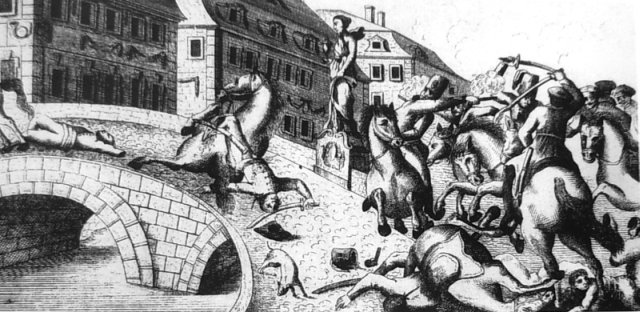
Miedzioryt nieznanego autora przedstawiający bitwę o most Gdański w Bydgoszczy 2 października 1794 r. pomiędzy wojskiem gen. Henryka Dąbrowskiego a pruskimi huzarami

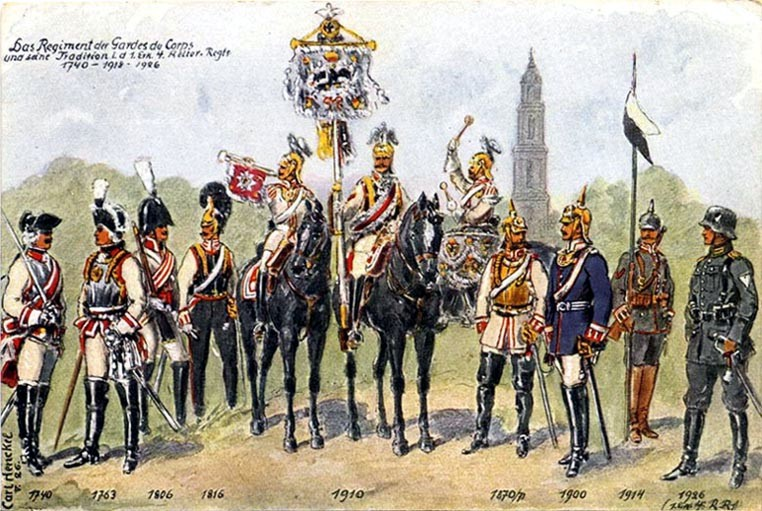
Wojsko pruskie w przekroju czasowym XVIII-XX w.

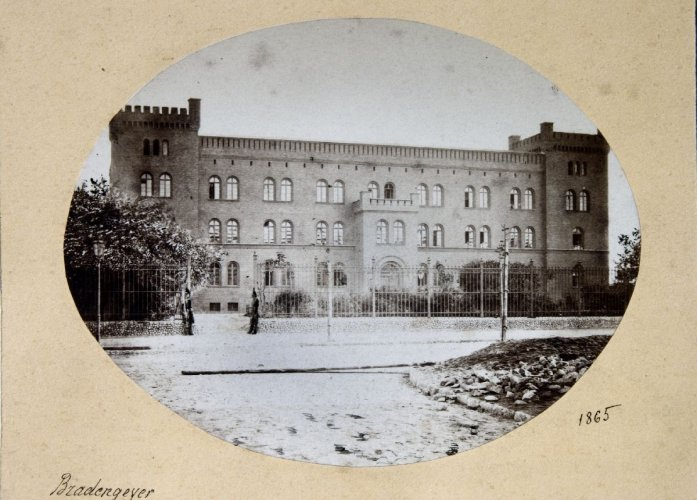
Szpital garnizonowy przy ul. Jagiellońskiej w 1865 roku

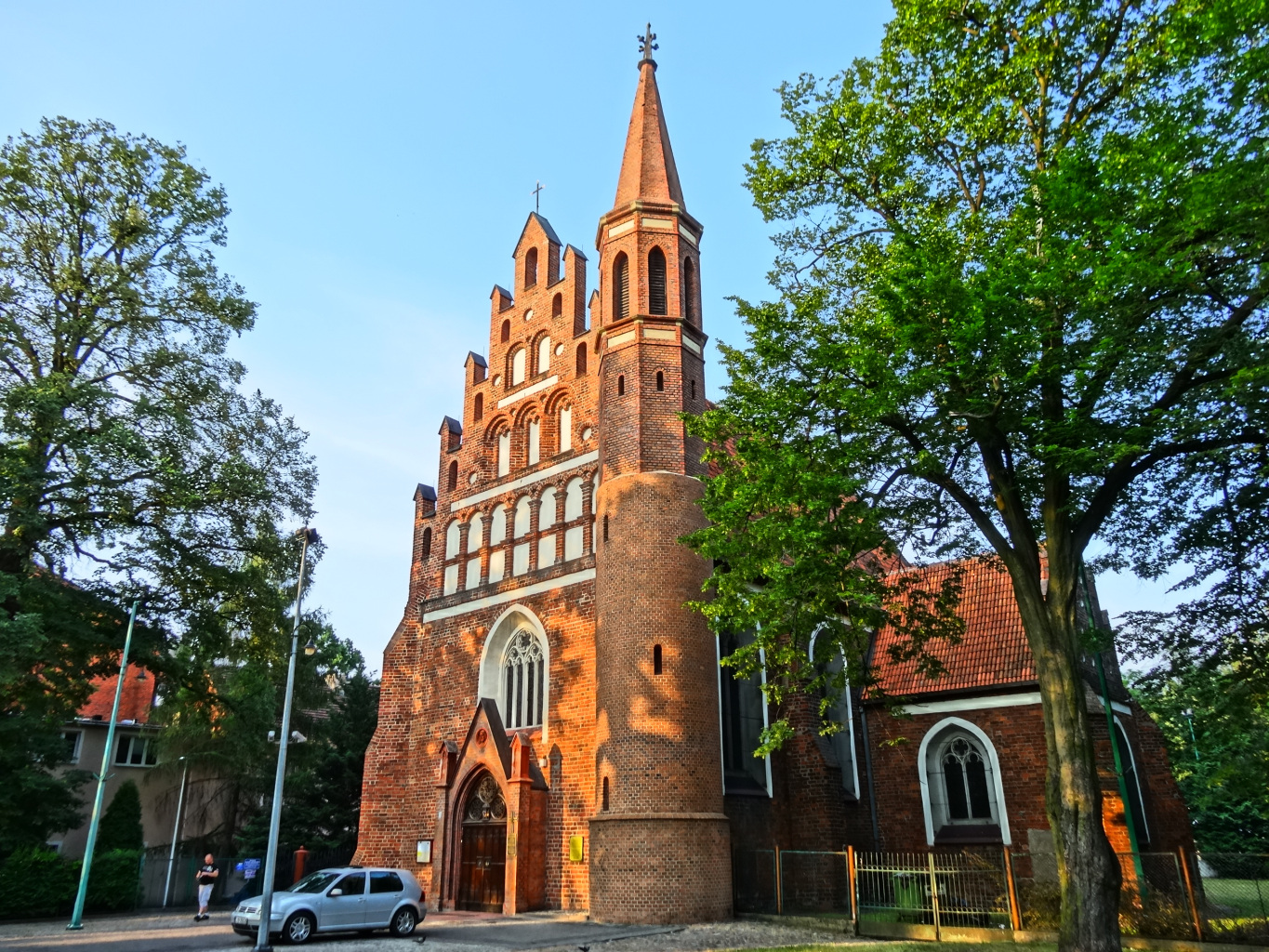
Kościół pobernardyński, w 1838 r. przemianowany na garnizonowy, a w latach 1866-1868 odrestaurowany według projektu Ferdinanda von Quasta

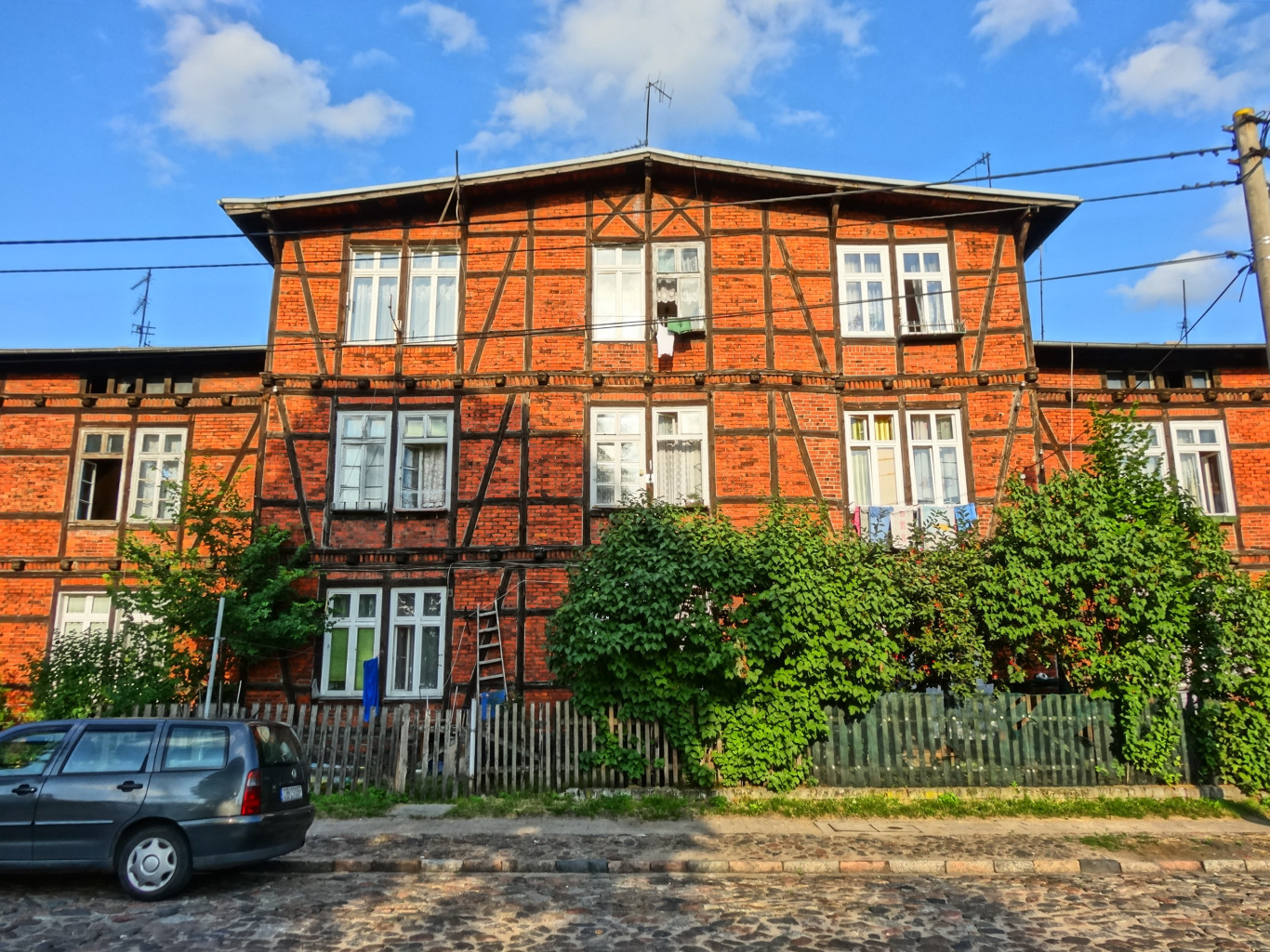
Dawne koszary wzniesione w latach 70. XIX w., tzw. Londynek, obecnie bud. mieszkalny

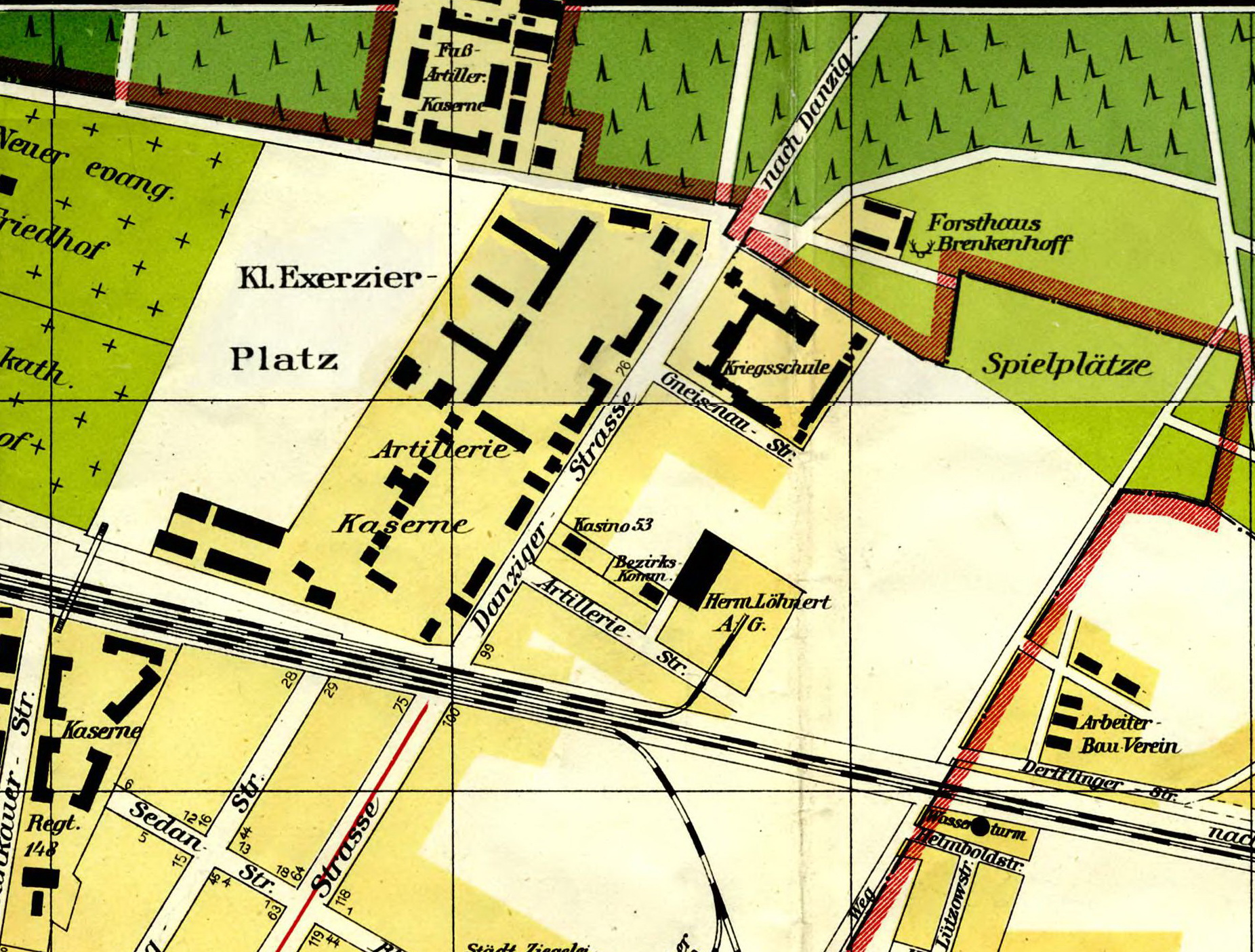
Mapa fragmentu dzielnicy koszarowej w 1914 roku

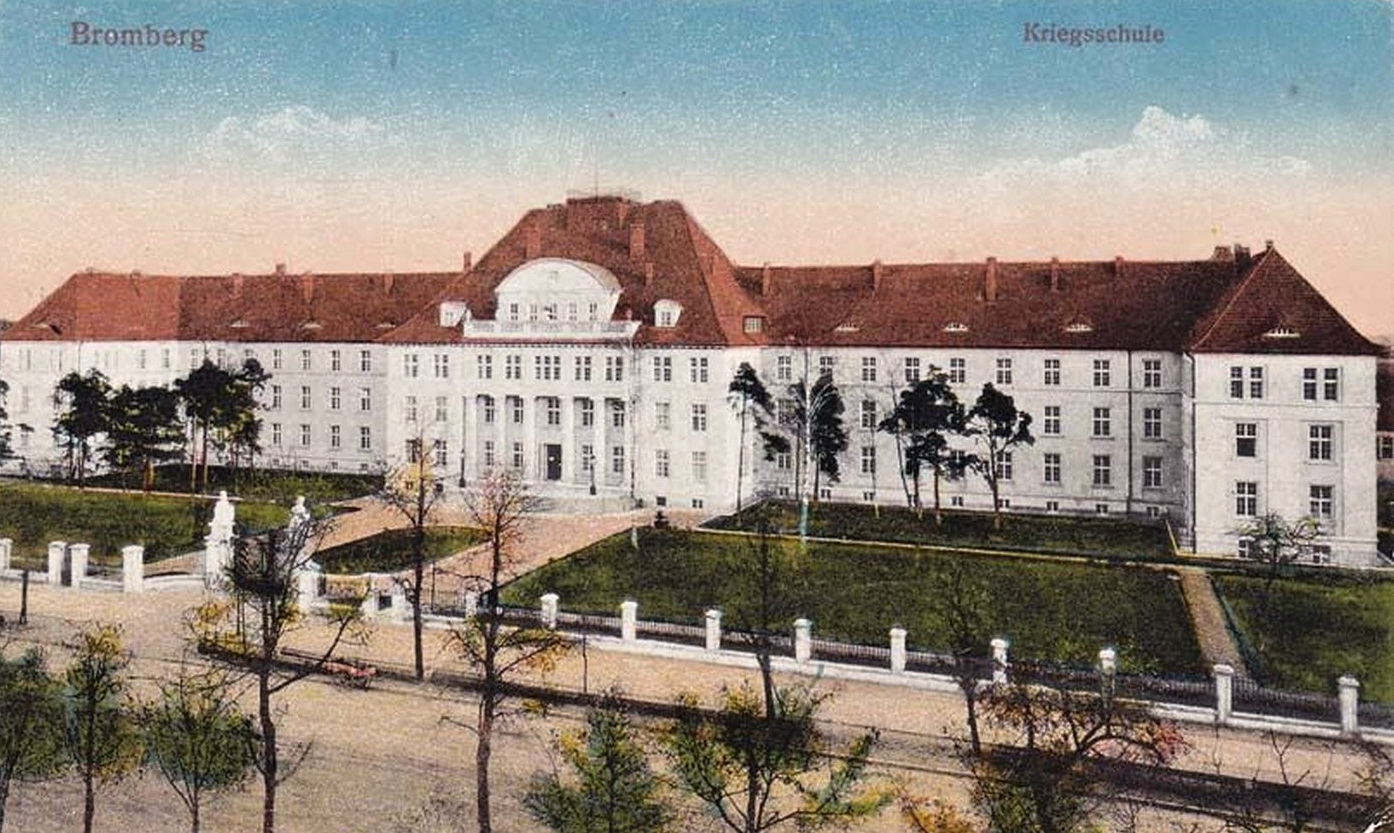
Budynek Szkoły Wojennej w 1916 roku

Po przejściu Bydgoszczy pod kuratelę Królestwa Prus w 1772 r. w ramach I rozbioru Polski utworzono w mieście stały garnizon wojskowy. Tworzył go sztab i 1 szwadron z 7. pułku huzarów (Husaren-Regiment 7), który w garnizonie bydgoskim stacjonował z przerwami do 1777 roku. Od 1782 roku stacjonował natomiast 10. pułk huzarów (Husaren-Regiment 10). W 1774 r. wybudowano koszary huzarskie w miejscu dzisiejszej Poczty Głównej, a w 1790 r. prochownię na Wzgórzu Dąbrowskiego. Nad Brdą naprzeciw kościoła farnego na przełomie XVIII i XIX w. powstał kompleks magazynów wojskowych. W latach 1789–1791 Bydgoszcz była miejscem stacjonowania Batalionu fizylierów von Hinrichs Nr 17, a w latach 1787-1795 Batalionu fizylierów von Greifenberg Nr 4. Od 1797 do 1806 roku w Bydgoszczy stał II batalion Pułku Piechoty von Manstein Nr 55.
Z Bydgoszczą związany był w młodości gen. Józef Wybicki, autor Hymnu Narodowego, który był inicjatorem wyzwolenia miasta spod panowania pruskiego. Podczas insurekcji kościuszkowskiej korpus dowodzony przez Jana Henryka Dąbrowskiego w bitwie pod Bydgoszczą pokonał przeważające oddziały pruskie i 2 października 1794 roku zdobył miasto. Kolejna koncentracja dywizji gen. Dąbrowskiego w Bydgoszczy miała miejsce w marcu 1807 roku, kiedy to następnie brały one udział w walkach pod Tczewem i Gdańskiem u boku wojsk napoleońskich. W 1812 roku utworzono w Bydgoszczy magazyny etapowe dla Wielkiej Armii napoleońskiej.
Od 1815 roku garnizon bydgoski podlegał dowództwu V Korpusu Armijnego w Poznaniu, a w 1846 roku zmienił podporządkowanie pod II Korpus Armijny w Szczecinie. Od 1818, aż do 1919 roku stacjonowały w mieście oddziały 4. Dywizji Piechoty (Königlich Preußische 4. Infanterie-Division), której podlegały cztery brygady piechoty i cztery brygady kawalerii. W 1847 roku, usytuowano w Bydgoszczy sztab dywizji, dla którego wybudowano willę przy ul. Czartoryskiego. W mieście stacjonowały trzy wchodzące w jej skład brygady:
- 7 Brygada Piechoty;
- 4 Brygada Kawalerii;
- 4 Brygada Artylerii Polowej.

Dywizją w latach 1866–1870 dowodził gen. Otto Hahn von Weyhern, któremu w 1878 r. nadano godność Honorowego Obywatela Bydgoszczy. Ostatnim dowódcą czasu pokoju był gen. por. Günther von Pannewitz.
W II połowie XIX wieku Bydgoszcz stała się miastem garnizonowym. W latach 1850–1890 nastąpiło potrojenie liczebności wojska, a przeciętnie garnizon bydgoski stanowił około 10% ogólnej liczby mieszkańców miasta. W koncepcjach strategicznych pruskiego Sztabu Generalnego od 1860 roku rejon Bydgoszcz – Grudziądz – Toruń wyznaczono za podstawę wyjściową do ewentualnego ataku na Rosję. Osłonę zapewniały twierdze Toruń, Chełmno i Grudziądz, natomiast Bydgoszczy przypisano rolę bazy koncentracji wojsk. W mieście i okolicy ulokowano znaczną ilość składów wojskowych oraz zbudowano infrastrukturę przeznaczoną do stacjonowania i ćwiczeń licznych jednostek wojskowych. W latach 1850–1852 na rogu ulic Jagiellońskiej i 3 Maja wzniesiono szpital garnizonowy, zaś w 1867 roku budynek głównej warty garnizonowej przy ul. Focha (ob. nieistniejący), który w 1882 roku został rozbudowany. Po włączeniu Bydgoszczy w sieć kolejową Prus w 1851 roku, przez długi czas wojskowi sprzeciwiali się budowie mostu kolejowego nad Wisłą, gdyż obawiano się zajęcia tej przeprawy przez armię rosyjską z rejonu Dobrzynia nad Drwęcą. Most wzniesiono dopiero w 1893 r., ale jako obiekt fortyfikacyjny strzeżony dzień i noc, operacyjnie podlegający Twierdzy Toruń.
Reparacje wojenne dopływające do Niemiec po zwycięskiej wojnie z Francją w 1871 roku zwiększyły znacznie tempo budowy nowych obiektów koszarowych. Nastąpił wówczas znaczny wzrost garnizonu bydgoskiego, zarówno pod względem liczby oddziałów, rodzajów wojsk, jak i rozbudowy infrastruktury wojskowej. Północna część Śródmieścia stała się stopniowo dzielnicą koszarową:
- Od 1873 roku rozbudowano kompleks koszarowy przy ul. Pomorskiej (Infanterie Kaserne III), tzw. Londynek[16]
- W latach 1874–1876 w czworoboku odgraniczonym ulicami: Zygmunta Augusta, Sowińskiego, Sobieskiego i Warszawską stanął kolejny kompleks koszarowy (Schwerin-Kaserne, I – przy ul. Warszawskiej, II – przy ul. Zygmunta Augusta); od kwietnia 1877 stacjonował tu m.in. II batalion 14. Pułku Piechoty[17].
- W latach 1883–1884 na istniejącym przy ul. Szubińskiej od lat 30. placu ćwiczeń zbudowano koszary dla oddziałów kawalerii.
- W latach 1876–1878 w miejscu wojskowego placu ćwiczeń przy ul. Gdańskiej powstały koszary z przeznaczeniem dla jednostek artyleryjskich (Artiillerie Kaserne). Po rozbudowie w latach 1883-1885 zajęły one obszar pomiędzy ul. Gdańską a ul. Artyleryjską[13].
- W 1895 r. wzniesiono budynek koszarowy przy ul. Mazowieckiej 28 i Hetmańskiej 33 (Infanterie Kaseme IV).
- W 1913 roku oddano do użytku koszary artyleryjskie przy ul. Powstańców Warszawy (Kaserne des Fussartillerie-Regiments), które zajęły obszar 5,5 ha.
- W 1913 roku przy ul. Gdańskiej 190 wzniesiono okazały budynek Szkoły Wojennej, który później stał się siedzibą wielu najwyższej rangi instytucji wojskowych.

Do dyspozycji garnizonu bydgoskiego powstały także place ćwiczeń:
- na Jachcicach wraz ze strzelnicą;
- „pole ułańskie” dla kawalerii na Błoniu;
- plac ćwiczeń przy koszarach artyleryjskich.

W 1905 r. w Bydgoszczy stacjonowały następujące jednostki:
- wchodzące w skład 4 Dywizji Piechoty:
  - 14 Pułk Piechoty im. Hrabiego Schwerin (3. Pomorski) (Infanterie-Regiment Graf Schwerin (3. Pommersches) Nr 14) – sformowany 1 lipca 1813; w Bydgoszczy od 1886
  - 3 Pułk Grenadierów (Nowomarchijski) (Grenadier-zu-Pferd-Regiment Freiherr von Derfflinger (Neumärkisches) Nr 3) – sformowany 29 grudnia 1704; w Bydgoszczy od 1888
  - 17 Pułk Artylerii Polowej (2. Pomorski) (2. Pommersches Feld-Artillerie-Regiment Nr 17) – sformowany 24 października 1872
  - 53 Pułk Artylerii Polowej (Tylnopomorski) (Hinterpommersches Feld-Artillerie-Regiment Nr 53) – sformowany 25 marca 1899
- oddziały korpuśne:
  - 15 Pułk Artylerii Pieszej (2. Pomorski) (2. Pommersches Fußartillerie-Regiment Nr 15) – sformowany 11 sierpnia 1893
  - 13 Pułk Lotniczy
- przebywające czasowo w bydgoskim garnizonie:
  - 148 Pułk Piechoty (5. Zachodniopruski) (5. Westpreußisches Infanterie-Regiment Nr 148) – z Elbląga i Braniewa podległy XX Korpusowi Armii w Olsztynie

W mieście miał swoją siedzibę także Inspektorat Wojsk Obrony Terytorialnej (Landwehr-Inspektion Bromberg), któremu podlegało sześć powiatów (Bydgoszcz, Wałcz, Gniezno, Inowrocław, Szczecinek, Piła).
W okresie pruskim w garnizonie obecne były także dowództwa wysokiego szczebla:
- Sztab 4. Brygady Kawalerii (1818-1914), ul. Śniadeckich 27
- Sztab 4. Dywizji Piechoty (1852-1914),
- Sztab 4. Brygady Piechoty (1820-1852), a następnie Sztab 7. Brygady Piechoty (1852-1914),
- Sztab 8. Brygady Piechoty (1852-...)
- Sztab 4. Brygady Artylerii Polowej (1899–1914). koszary artyleryjskie przy ul. Gdańskiej.

W garnizonie istniały także liczne placówki wojskowe. W 1914 roku były to m.in.:
- Komenda Garnizonu przy ul. Focha 11,
- Administracja Gariuzonu 4. Dywizji Piechoty przy ul. Warszawskiej,
- Sąd 4. Dywizji Piechoty,
- Ewangelicka i Katolicka Parafia Garnizonowa przy ul. Grunwaldzkiej,
- Wojskowy Urząd Budowlany przy ul. Cieszkowskiego 3,
- Urząd Żywnościowy przy ul. Focha 25,
- Komenda Rejonowa przy ul. Bema,
- Oddział Żandarmerii przy ul. Marcinkowskiego,
- Komisarz Zaopatrywania w konie przy ul. Cieszkowskiego 6,
- Składnica Artyleryjska przy ul. Chocimskiej 3,
- Budynek Dywizji przy ul. Czartoryskiego 20,
- Kasyno Oficerskie Nr 14 przy ul. Focha 27,
- Piekarnia Garnizonowa przy ul. Focha 13,
- Pralnia Garnizonowa przy ul. Toruńskiej,
- Pływalnia Garnizonowa przy cegielni miejskiej.

Podczas I wojny światowej podjęto polowe prace fortyfikacyjne między Osową Górą a Myślęcinkiem, a miasto stało się wielkim magazynem materiałów wojennych. W lesie pod Osową Górą powstały Zakłady Amunicyjne. Produkcja w fabryce ruszyła w kwietniu 1917 roku i zatrudnionych w niej było około 1000 osób. W czasie wojny w mieście utworzono ok. 20 lazaretów dla rannych żołnierzy przywożonych z frontu. Funkcję tę spełniały m.in. Seminarium Nauczycielskie przy ul. Bernardyńskiej, szpital na Bielawach, szpital św. Floriana, Szkoła Rzemiosł Artystycznych przy ul. Świętej Trójcy, Strzelnica przy ul. Toruńskiej, Kasyno Cywilne przy ul. Gdańskiej oraz budynek Szkoły Wojennej. Postawiono również 12 baraków z 400 miejscami na szpital wojenny dla jeńców rosyjskich.
W latach 1916–1919 w Bydgoszczy powstało także lotnisko wojskowe na Biedaszkowie wraz z polem wzlotów, 10 hangarami oraz pomieszczeniami koszarowymi dla 13. Lotniczego Oddziału Zapasowego. Jednostka zajmowała się przygotowaniem pilotów i obserwatorów lotniczych do działań frontowych.
W czasie powstania wielkopolskiego (1919) garnizon wojskowy w Bydgoszczy ogarnięty był falą rewolucji. Działania wzmógł natomiast działający z Bydgoszczy Grenzschutz-Bataillon III, który toczył liczne walki i potyczki z polskimi oddziałami na froncie północnym. Wielkopolskie oddziały powstańcze zatrzymały się u bram miasta – pod Brzozą i Zamościem koło Rynarzewa, a mądrość lokalnych przywódców powstrzymała przygotowane siły przed wybuchem powstania w mieście. Wielu bydgoszczan walczyło natomiast w szeregach powstańców, a rannych potajemnie leczono w bydgoskich szpitalach.
W styczniu i lutym 1920 roku w wyniku postanowień traktatu wersalskiego nastąpiło przejecie Pomorza oraz rejonu nadnoteckiego przez wojska Frontu Północnego pod dowództwem gen. Józefa Hallera i Frontu Wielkopolskiego pod dowództwem gen. Józefa Dowbór-Muśnickiego. Polscy żołnierz wkroczyli do Bydgoszczy 20 stycznia 1920 roku.

### Dwudziestolecie międzywojenne 1920–1939

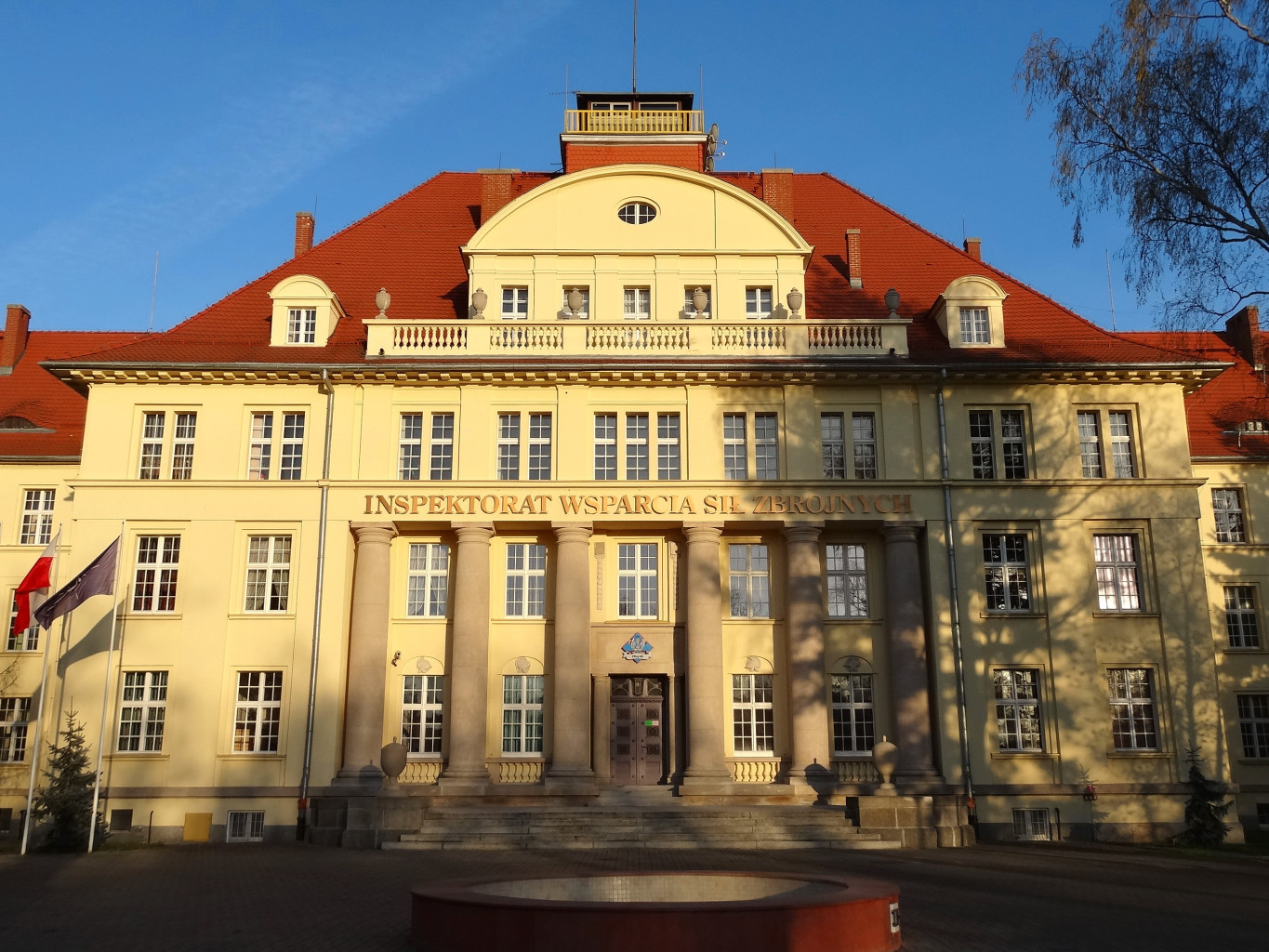
Budynek Szkoły Wojennej (1913) i Bydgoskiej Szkoły Podchorążych (1920–1938), siedziba Pomorskiego Okręgu Wojskowego (1945-2007), a od 2007 Inspektoratu Wsparcia Sił Zbrojnych

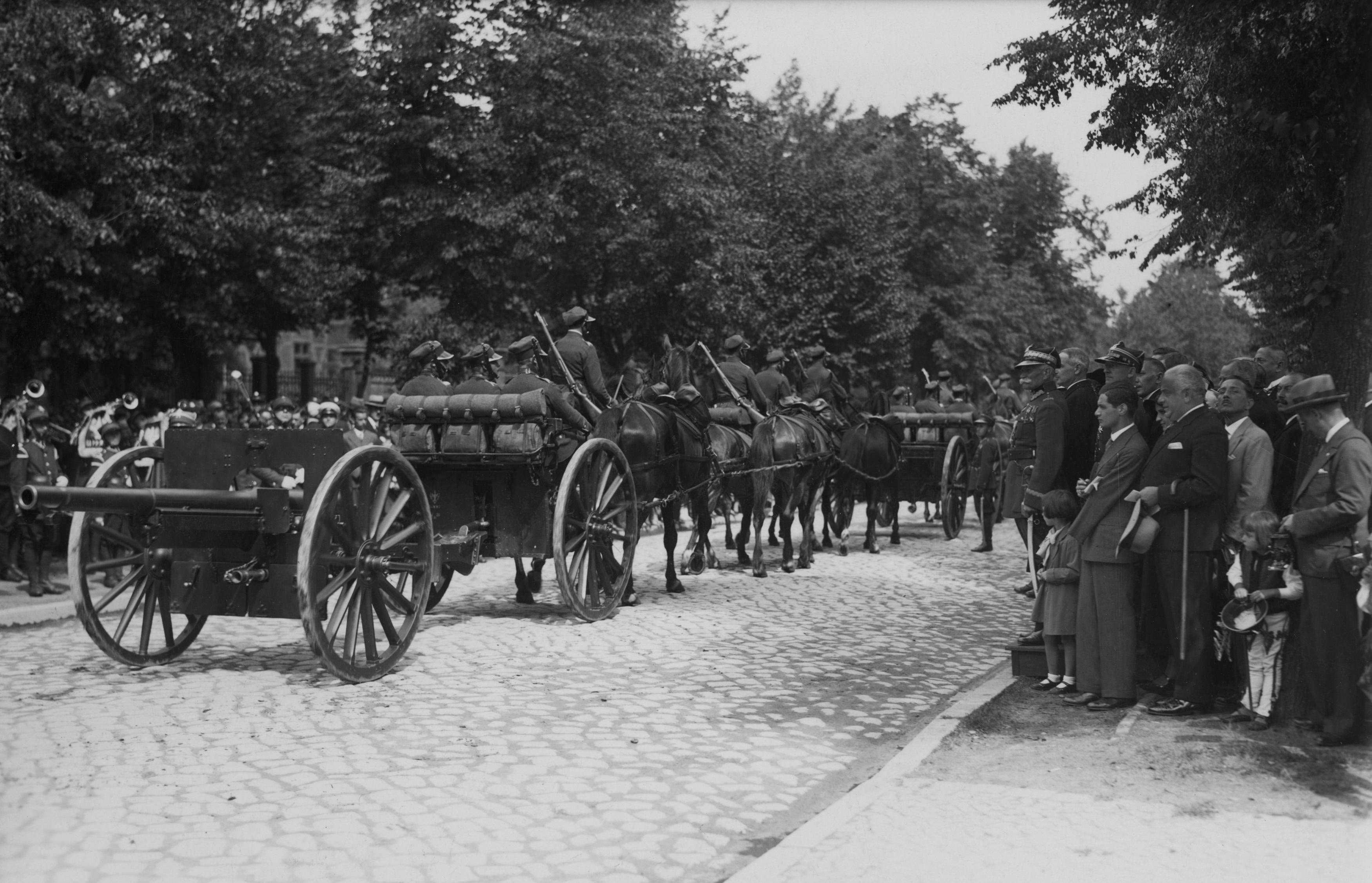
Polska armata 75mm wz.1897 artylerii lekkiej w czasie defilady w 1931 roku w Bydgoszczy

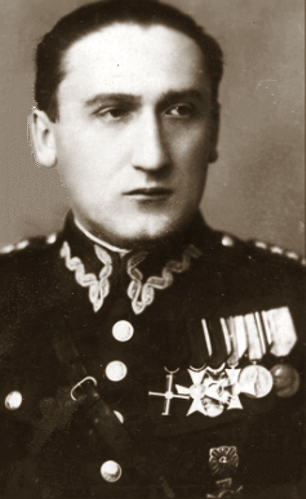
Mjr Jan Żychoń – kierownik Ekspozytury Nr 3 Oddziału II Sztabu Głównego w Bydgoszczy

20 stycznia 1920 roku, realizując zadania rewindykacji terytorium, do miasta wkroczyło Wojsko Polskie z naczelnym wodzem powstania wielkopolskiego gen. Józefem Dowbor-Muśnickim. Do miasta pierwszy wkroczył oddział saperów (dowódca – ppłk Witold Butler) oraz 2 Pułk Ułanów Wielkopolskich i 6 Pułk Strzelców Wielkopolskich (dowódca – mjr Bernard Śliwiński). Uroczyste powitanie odbyło się na Starym Rynku i przerodziło się w patriotyczną manifestację.
Po ustąpieniu Niemców z Bydgoszczy nowy garnizon wojskowy utworzyły oddziały zrodzone w powstaniu wielkopolskim: 15 Wielkopolska Dywizja Piechoty (d. 2. Dywizja Strzelców Wlkp.) oraz 16 Pułk Ułanów Wielkopolskich (d. 2. Pułk Ułanów Wlkp.) wraz z dowództwem Pomorskiej Brygady Kawalerii. W latach 1920–1938 funkcjonowała przeniesiona do Bydgoszczy, również zrodzona w powstaniu, Bydgoska Szkoła Podchorążych. Jednostki te wkrótce udały się na front toczącej się wojny polsko-bolszewickiej.
W dwudziestoleciu międzywojennym oddziały WP stacjonujące na terenie województwa pomorskiego (według podziału administracyjnego z 1938 r.) wchodziły w skład Dowództwa Okręgu Korpusu VIII z siedzibą w Toruniu. Ich głównym zadaniem operacyjnym było przeciwdziałanie ewentualnej agresji niemieckiej w korytarzu pomorskim oraz tzw. interwencja gdańska. Bydgoszcz stanowiła duży garnizon wojskowy, posiadała również wojskowe instytucje ponadlokalne. Stacjonowały tu:
- jednostki wojskowe:
  - Dowództwo 15 Wielkopolskiej Dywizji Piechoty (1921–1939) – przy ul. Adama Czartoryskiego;
  - Dowództwo XIV Brygady Kawalerii (1924–1929);
  - Dowództwo Brygady Kawalerii „Bydgoszcz” (1934-1937);
  - Dowództwo Pomorskiej Brygady Kawalerii (1937–1939) – przy ul. marszałka Focha;
  - 61 Pułk Piechoty Wielkopolskiej – w koszarach przy ul. Pomorskiej;
  - 62 Pułk Piechoty Wielkopolskiej – w koszarach przy ul. Warszawskiej, zwany był „Pułkiem Dzieci Bydgoszczy”[7];
  - 16 Kompania Telegraficzna – w koszarach przy ul. Warszawskiej;
  - 16 Pułk Ułanów Wielkopolskich im. gen. dyw. Gustawa Orlicz-Dreszera (1920–1939) – w koszarach przy ul. Szubińskiej;
  - 15 Wielkopolski Pułk Artylerii Polowej (1920-1931);
  - 15 Wielkopolski Pułk Artylerii Lekkiej (1932-1939) – w koszarach przy ul. Gdańskiej 147;
  - 11 Dywizjon Artylerii Konnej (1924–1939) – w koszarach przy ul. Gdańskiej 147;
  - 8 Dywizjon Samochodowy (1921–1930) – przy ul. Artyleryjskiej;
  - Kadra 8 Dywizjonu Samochodowego (1930–1935) – przy ul. Artyleryjskiej;
  - 8 Batalion Pancerny (1935–1939) – przy ul. Artyleryjskiej;
  - Kompania Samochodów Pancernych „Bydgoszcz” – przy ul. Artyleryjskiej;
  - Bydgoski Batalion Obrony Narodowej (1939);
  - 15 Eskadra Myśliwska (1920);
  - 13 Eskadra Myśliwska (1920–1921);
  - Kompania Łączności 15 DP;
  - 8 Szwadron Łączności;
  - 10 Szwadron Pionierów;
  - Pluton Żandarmerii „Bydgoszcz”;
  - Wydzielony Dywizjon Towarzyszący (46 i 49 Eskadra Towarzysząca);
- szkoły wojskowe (piechota, marynarka):
  - Wielkopolska Szkoła Podchorążych Piechoty (1920–1922);
  - Oficerska Szkoła dla Podoficerów (1922-1928);
  - Szkoła Podchorążych dla Podoficerów (1928–1938);
  - Szkoła Podchorążych Marynarki Wojennej (1938–1939);
- szkoły wojskowe (lotnictwo):
  - Bydgoska Szkoła Pilotów (1920-1926), przekształcona w Centralną Szkołę Podoficerów Pilotów Lotnictwa
  - Centralna Szkoła Podoficerów Pilotów Lotnictwa (1926-1933, od 1929 w składzie Centrum Wyszkolenia Podoficerów Lotnictwa w Bydgoszczy)
  - Centralna Szkoła Mechaników Lotniczych w Bydgoszczy (1922-1934, od 1929 w składzie Centrum Wyszkolenia Podoficerów Lotnictwa w Bydgoszczy)
  - Centrum Wyszkolenia Podoficerów Lotnictwa (1929–1934) – kształcili się tu piloci i mechanicy lotniczy;
  - Centrum Wyszkolenia Technicznego Lotnictwa nr 2 (1934–1938)
  - Szkoła Podoficerów Lotnictwa dla Małoletnich (1930-1938) – w składzie Centrum Wyszkolenia Podoficerów Lotnictwa i Centrum Wyszkolenia Technicznego Lotnictwa nr 2, od 1937 samodzielna
  - Wojskowy Ośrodek Spadochronowy w Bydgoszczy – utworzony w maju 1939 na lotnisku bydgoskim w celu kształcenia kandydatów do jednostek powietrznodesantowych[19];
  - Fordońska Szkoła Szybowcowa (od 1933) – szkolono w niej wojskowych i cywilów; wzlotów dokonywano m.in. z Góry Szybowników.
- inne placówki:
  - Garnizonowa Izba Chorych w Bydgoszczy – przy ul. Jagiellońskiej 15;
  - Parafia Wojskowa w Bydgoszczy;
  - Powiatowa Komenda Uzupełnień Bydgoszcz (1921–1930) → PKU Bydgoszcz Powiat
  - Powiatowa Komenda Uzupełnień Bydgoszcz Powiat ul. Gen. Bema 17 (1930-1938) → KRU Bydgoszcz Powiat
  - Powiatowa Komenda Uzupełnień Bydgoszcz Miasto ul. Gen. Bema 17 (1930-1938) → KRU Bydgoszcz Miasto
  - Komenda Rejonu Uzupełnień Bydgoszcz Powiat (1938–1939)
  - Komenda Rejonu Uzupełnień Bydgoszcz Miasto (1938–1939)
  - Rejonowy Inspektor Koni;
  - Składnica Materiału Intendenckiego Nr 21;
  - Szpital Garnizonowy;
  - Wojskowy Sąd Rejonowy w Bydgoszczy;
  - Delegatura Sztabu Głównego przy Okręgowej Dyrekcji Kolei Państwowych;
  - Ekspozytura Nr 3 Oddziału II Sztabu Głównego;
  - Komenda Placu w Bydgoszczy.

61 PP, 62 PP i 15PAL wchodziły w skład 15 Dywizji Piechoty Wielkopolskiej, którymi dowodzili kolejno: gen. bryg. Albin Jasiński (1919–1920), gen. dyw. Władysław Jung (1920–1924), gen. bryg. Wiktor Thommee (1924-1934), gen. bryg. Jan Chmurowicz (1934-1937), gen. bryg. Zdzisław Przyjałkowski (1937–1939). Natomiast w latach 1925-1927 szefem sztabu dywizji był mjr. Zygmunt Berling (późniejszy generał, dowódca 1. Dywizji Piechoty im. Tadeusza Kościuszki).
W okresie międzywojennym zbudowano koszary przy ul. Szubińskiej, przy polu ćwiczeń kawaleryjskich. Dokończono również budowę koszar przy ul. Powstańców Warszawy. Najbardziej okazałym budynkiem wojskowym był gmach Szkoły Wojennej, w którym mieściła się Bydgoska Szkoła Podchorążych, a od 1938 r. Szkoła Podchorążych Marynarki Wojennej. Szkoły te wykształciły ok. 2,5 tys. absolwentów.
15 września 1937 r. po wielkich manewrach w rejonie Wągrowca, Szubina, Kcyni i Żnina do miasta przybyło 50 tys. żołnierzy. 8 godzin defilowali oni na Placu Wolności przed Naczelnym Wodzem Edwardem Rydzem-Śmigłym. Pokazy oglądało 200 tys. osób z całego regionu.
Ważną instytucją ponadlokalną była Ekspozytura Nr 3 Oddziału II Sztabu Głównego, którą w 1930 r. przeniesiono z Poznania do Bydgoszczy. Zajmowała się wywiadem wojskowym i zwalczała niemieckie agentury szpiegowskie w Wolnym Mieście Gdańsku, Prusach Wschodnich, Pomorzu Zachodnim i Brandenburgii. Jej kierownikiem był mjr Jan Żychoń, późniejszy szef wydziału wywiadowczego Sztabu Naczelnego Wodza Polskich Sił Zbrojnych na Zachodzie gen. Władysława Sikorskiego, uczestnik bitwy pod Monte Cassino, gdzie poległ. W latach 30. wybudowano nową siedzibę ekspozytury na osiedlu Bielawy. Nawiązania do działalności bydgoskiej placówki można znaleźć m.in. we wspomnieniach sądzonego w procesie norymberskim szefa wywiadu Sicherheitsdienst (SD) Waltera Schellenberga.
W Bydgoszczy miała siedzibę Chorągiew Pomorska Związku Hallerczyków (jedna z 12 w kraju). W 1924 i w maju 1939 r. odbyły się tutaj ogólnopolskie Walne Zjazdy Związku Hallerczyków z udziałem gen. Józefa Hallera. W latach 1924–1926 wydawano ogólnopolski dwutygodnik „Hallerczyk”. Chorągiew Pomorska Związku Hallerczyków posiadała placówki w Bydgoszczy, Toruniu, Grudziądzu, Inowrocławiu, Nakle, Mogilnie, Strzelnie, Chełmnie, Skórczu, Chełmży i Brodnicy.
W 1939 r. w obliczu zagrożenia wojną ze strony hitlerowskich Niemiec powstały dwie jednostki pospolitego ruszenia: konna formacja „Krakusy” i Bydgoski Batalion Obrony Narodowej, który liczył 702 żołnierzy rezerwy. BBON wsławił się obroną miasta do końca, nawet po opuszczeniu Bydgoszczy przez Wojsko Polskie 4 września 1939 r., uczestniczył w bitwie nad Bzurą, a 50 jego żołnierzy wziętych do niewoli zostało rozstrzelanych przez Niemców 22 września 1939 r.

#### Komendanci placu
- por. Franciszek Świtalski (1924)
- mjr Andrzej Biskup (1932)
- kpt. art. Henryk Głowacki (był III 1939)[26]
- mjr Sławiński (1939)
- mjr rez. Wojciech Albrycht (od 31 VIII 1939)

#### Lotnictwo wojskowe w dwudziestoleciu międzywojennym

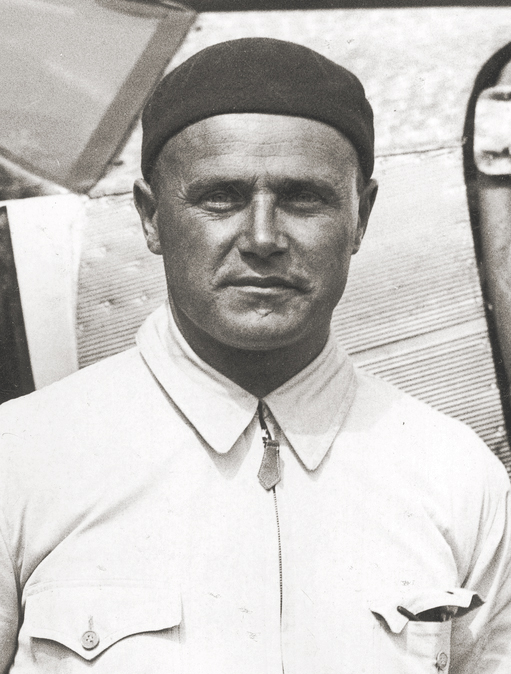
Franciszek Żwirko – as lotnictwa polskiego, absolwent bydgoskiej szkoły pilotów (1923)

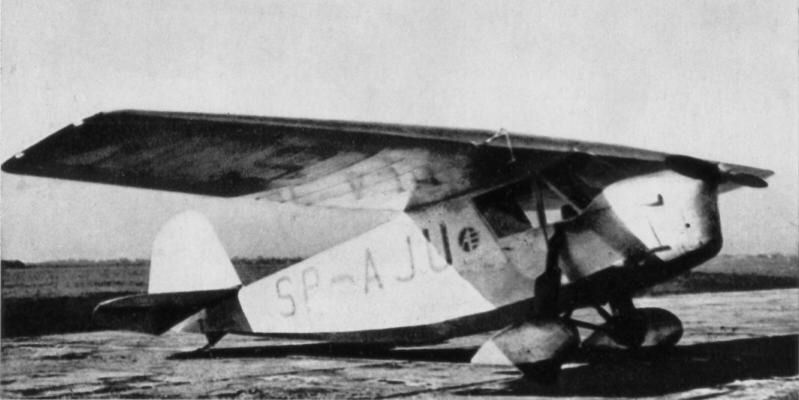
RWD-5bis Stanisława Skarżyńskiego – absolwenta szkoły pilotów w Bydgoszczy (1925)

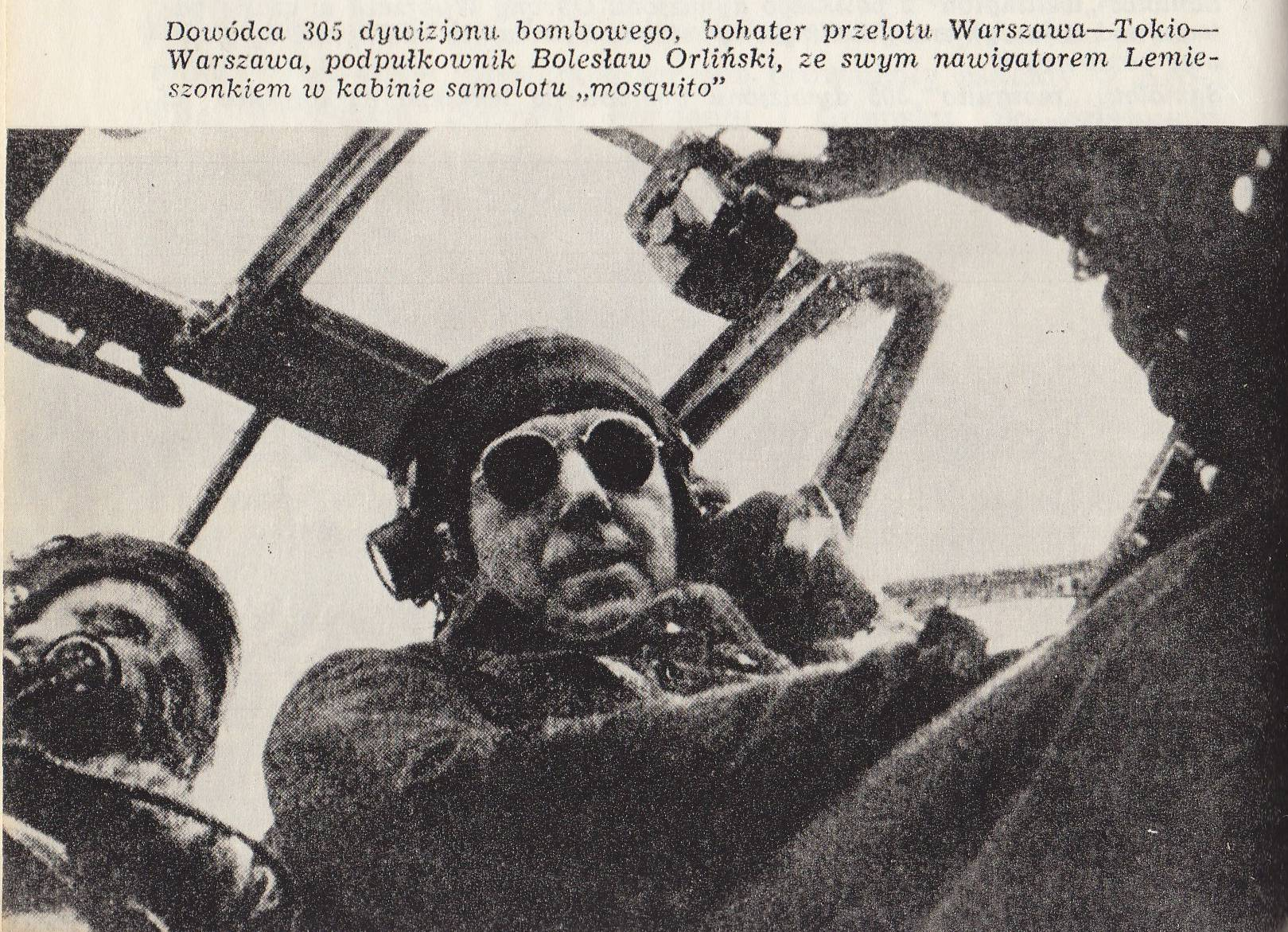
Bolesław Orliński – absolwent bydgoskiej szkoły pilotów, dowódca Dywizjonu 305 w Wielkiej Brytanii

Bogate są wojskowe tradycje lotnicze Bydgoszczy z okresu międzywojennego. W 1920 na lotnisko, które zaliczało się do największych i najlepiej wyposażonych w kraju, przebazowano w 1920 jednostki z Poznania: 10 Eskadrę Wywiadowczą (12 samolotów typu Breguet 14) oraz 15 Eskadrę Myśliwską (12 samolotów typu Spad i Fokker). Obie eskadry wysłano wkrótce na front wojny polsko-bolszewickiej. Eskadry bojowe trafiły do Bydgoszczy ponownie w latach 1920–1921 (13 Eskadra Myśliwska) oraz w 1939 w przeddzień kampanii wrześniowej (46. i 49 Eskadra Towarzysząca).
Od 1921 lotnisko mieściło ośrodki szkolące kadry lotnicze – pilotów i mechaników. Pierwszą szkołą, jaką ulokowano na lotnisku bydgoskim była I Szkoła Lotników, przeniesiona w sierpniu 1920 z Dęblina. II Szkoła Lotników w Bydgoszczy powstała w wyniku przeniesienia Niższej Szkoły Pilotów z Krakowa. Pod koniec 1920 w wyniku połączenia powyższych jednostek powstała Szkoła Pilotów w Bydgoszczy, która zajmowała się podstawowym szkoleniem pilotów do różnych rodzajów lotnictwa w Polsce.
W późniejszych latach szkoła ta przechodziła szereg reorganizacji, przekształceń i zmian nazw. W 1926 została przekształcona w Centralną Szkołę Podoficerów Pilotów Lotnictwa, a od 1922 istniała również Centralna Szkoła Mechaników Lotniczych w Bydgoszczy. W 1927 scentralizowano szkolenie podoficerów zawodowych lotnictwa o różnych specjalnościach w Centrum Wyszkolenia Podoficerów Lotnictwa. Ostatecznie pod koniec lat 30. na bydgoskim lotnisku znajdowało się Centrum Wyszkolenia Technicznego Lotnictwa nr 2, które obejmowało m.in.::
- Szkołę Techniczną Podchorążych Lotnictwa – grupa techniczna (od 1936 w Warszawie),
- Szkołę Podoficerów Lotnictwa dla Małoletnich – w Bydgoszczy,
- Batalion Szkolny Lotnictwa w Świeciu[28].
- Bazę Lotniczą „Bydgoszcz”

W związku z zagrożeniem ze strony III Rzeszy w październiku 1938 roku Szkołę Podoficerów Lotnictwa dla Małoletnich przeniesiono do Krosna, gdzie rozkazem Ministerstwa Spraw Wojskowych miał powstać nowy ośrodek szkolenia personelu lotniczego. W 1939 uruchomiono także Wojskowy Ośrodek Spadochronowy w Bydgoszczy.
W Bydgoskiej Szkole Pilotów uczyli się oficerowie i podoficerowie przede wszystkim w zakresie pilotażu podstawowego na kursach trwających rok. W pierwszych latach istnienia szkoły pracowano tzw. polską szkołę pilotażu opierającą się o wzorce francuskie. Zimą trwał kurs teoretyczny, a w sezonie wiosenno-letnim wyszkolenie praktyczne m.in. na samolotach Breguet 14, Potez XV, czy RWD-8. Łącznie w okresie międzywojennym wyszkolono na lotnisku bydgoskim ok. 1000 oficerów, podoficerów i szeregowych. Do najbardziej znanych instruktorów-pilotów w Bydgoszczy należeli m.in.: mjr pil. Jerzy Wieniawa-Długoszowski, por. pil. Janusz Meissner, kpt. Paweł Zołotow oraz por. pil. Franciszek Żwirko – absolwent szkoły bydgoskiej z 1923, ożenił się z bydgoszczanką Agnieszką Kirską, w 1930 odbył ze Stanisławem Wigurą słynny lot dookoła Europy oraz zwyciężył w zawodach Challenge 1932 w Berlinie.
Absolwentami Bydgoskiej Szkoły Pilotów byli także znakomici polscy piloci sławni na świecie:
- Stanisław Skarżyński – w 1931 odbył lot dookoła Afryki, w 1933 na samolocie RWD-5 odbył przelot przez Atlantyk, w 1939 został prezesem Aeroklubu Rzeczypospolitej Polskiej, w 1940 mianowany w Anglii komendantem Polskiej Szkoły Pilotów w Newton, zginął w 1942 podczas powrotu z akcji bojowej,
- Bolesław Orliński – w 1926 odbył lot Warszawa-Tokio-Warszawa, w czasie II wojny światowej był dowódcą polskiego dywizjonu bombowego nr 305 w Wielkiej Brytanii,
- Karol Pniak – latał w akrobacyjnej „trójce krakowskiej”, w czasie II wojny światowej zestrzelił 7 samolotów niemieckich,
- Stanisław Płonczyński – pilot komunikacyjny, sportowy i wojskowy; trzykrotnie uczestniczył w Międzynarodowych Zawodach Turystycznych Challenge (1930,1932,1934), w 1938 roku jako pierwszy pilot przeleciał milion kilometrów w polskim lotnictwie komunikacyjnym.
- Jerzy Bajan – kapitan pilot Wojska Polskiego, zwycięzca wraz z mechanikiem sierż. Gustawem Pokrzywką w Challenge 1934 w Warszawie.
- Michał Cwynar, Adolf Pietrasiak, Mieczysław Adamek, Jakub Bargiełowski, Kazimierz Wünsche – absolwenci Szkoły Podoficerów Lotnictwa dla Małoletnich, piloci Wojska Polskiego, asy myśliwskie Polskich Sił Powietrznych na obczyźnie

W Bydgoszczy dyplom pilota wojskowego uzyskali także najlepsi polscy konstruktorzy lotniczy:
- Stanisław Rogalski – twórca rodziny samolotów RWD,
- Zygmunt Puławski – wynalazca tzw. mewiego płata, zastosowanego w polskich myśliwcach typu PZL, zwanego później na świecie „polskim płatem”.

W 1926 Liga Obrony Powietrznej i Przeciwgazowej utworzyła w Bydgoszczy pierwszą w kraju Cywilną Szkołę Mechaników Lotniczych, na bazie działającej od 1922 Centralnej Szkoły Mechaników Lotniczych oraz wydziału mechanicznego przy Państwowej Szkole Przemysłowej w Bydgoszczy. W szkole uczyło się kilkuset uczniów, a wykłady prowadzili profesorowie Państwowej Szkoły Przemysłowej w Bydgoszczy oraz instruktorzy Centralnej Szkoły Podoficerów Lotnictwa. Z tej właśnie szkoły pochodziło wielu wysoko wykwalifikowanych mechaników lotniczych, którzy wykazali się nadzwyczajnymi umiejętnościami walki z okupantem podczas II wojny światowej.
Od 1933 do 1963 funkcjonowała także pod Bydgoszczą Fordońska Szkoła Szybowcowa, która w okresie międzywojennym wykształciła ok. 10% pilotów szybowcowych w Polsce, a po wojnie kolejne 4211 absolwentów. Roku 1937 sięgają tradycje szkolenia młodzieży przez Aeroklub Bydgoski. W latach 1929–1933 utrzymywano z Bydgoszczy stałe połączenia lotnicze, m.in. z Warszawą, Poznaniem i Gdańskiem.

### Okres II wojny światowej 1939–1945

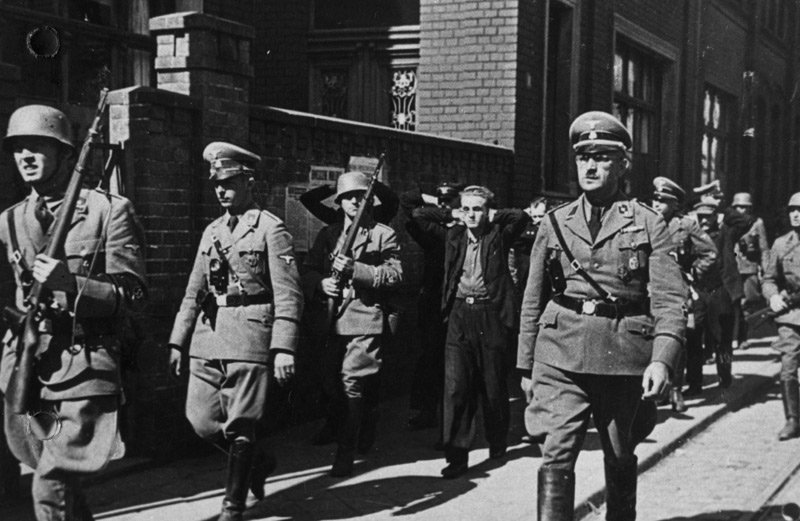
Aresztowani mieszkańcy Bydgoszczy prowadzeni przez Niemców. Pierwsze dni września 1939

W czasie kampanii wrześniowej 1939 r. bydgoska 15 Dywizja Piechoty w ramach armii „Pomorze” obsadziła umocnienia przedmościa bydgoskiego na zachód od Osowej Góry. 1 i 2 września 1939 r. odpierała skutecznie ataki III niemieckiego korpusu armijnego składającego z grup bojowych: 50 dywizji piechoty Wehrmachtu oraz brygady „Netze”. 3 września opuściła pozycje na rozkaz Naczelnego Wodza i wycofała się w kierunku Inowrocławia. 11-17 września 1939 brała udział w bitwie nad Bzurą, ponosząc duże straty. Około 1500 żołnierzy zdołało przebić się do Warszawy. Po kapitulacji stolicy nieliczni żołnierze dotarli na wschodnie krańce Rzeczypospolitej, biorąc udział w walkach z sowieckim agresorem. Część oficerów zginęła w Katyniu.
3 września 1939 roku w Bydgoszczy i okolicach (Łochowo, Ciele, Łęgnowo) miała miejsce irredenta niemiecka, określana niemieckim terminem „Blutsonntag” (krwawa niedziela), w stłumieniu której pomagały jednostki WP. Okupacja niemiecka w Bydgoszczy zapisała się bezprzykładnym ludobójstwem i okrucieństwem.
W czasie okupacji w Bydgoszczy funkcjonowały organizacje konspiracyjne. Do największych należały struktury Armii Krajowej, które funkcjonowały na szczeblu rejonu, inspektoratu oraz podokręgu, z podległymi oddziałami AK w Borach Tucholskich. Silne tutaj także były struktury Miecza i Pługa. Do historii II wojny światowej przeszły nazwiska bydgoszczan: Mariana Rejewskiego za złamanie niemieckich szyfrów wojskowych typu Enigma oraz Augustyna i Romana Trägerów i Bernarda Kaczmarka za rozpoznanie poligonu doświadczalnego niemieckiej broni rakietowej typu V-1 i V-2 w Peenemünde, co umożliwiło jego zniszczenie przez aliantów. Dokonania te były bardzo doniosłe, przyczyniając się do skrócenia II wojny światowej.
Wyzwolenie przyniosły miastu oddziały Armii Czerwonej i Wojska Polskiego, które stoczyły walki o Bydgoszcz w dniach 22-27 stycznia 1945 r. Niemcy przygotowali miasto do obrony okrężnej, opasując je kilkoma liniami polowych umocnień, rowami przeciwpancernymi oraz systemami pól minowych. Kilka zaminowanych obiektów strategicznych w mieście udało się żołnierzom Miecza i Pługa rozbroić i opanować, np. most Królowej Jadwigi i lotnisko. W bitwie o Bydgoszcz po stronie niemieckiej walczyły: 15 Dywizja Grenadierów SS, 4. Dywizja Pancerna i 337. Dywizja Grenadierów Ludowych, zaś po stronie radziecko-polskiej: 9. Korpus Pancerny Gwardii, 2. Korpus Kawalerii Gwardii, trzy dywizje z 125. Korpusu Piechoty oraz polska 1 Brygada Pancerna i 8 Pułk z 3. Dywizji Piechoty. W efekcie walk wojska radzieckie straciły ok. 2 tys. zabitych oraz 30-40 czołgów, a niemieckie – ok. 1 tys. zabitych.
Za bohaterstwo i poświęcenie w walkach 8. Pułk Piechoty WP otrzymał nazwę „Bydgoski”. W styczniu 1945 r., po skoncentrowaniu sił 1. Armii WP na północ od miasta, rozpoczęła się operacja pomorska, podczas której wespół z Armią Czerwoną zdołano przełamać umocnienia Wału Pomorskiego i odzyskać dla Polski Pomorze Zachodnie aż po Odrę.

### Okres po 1945

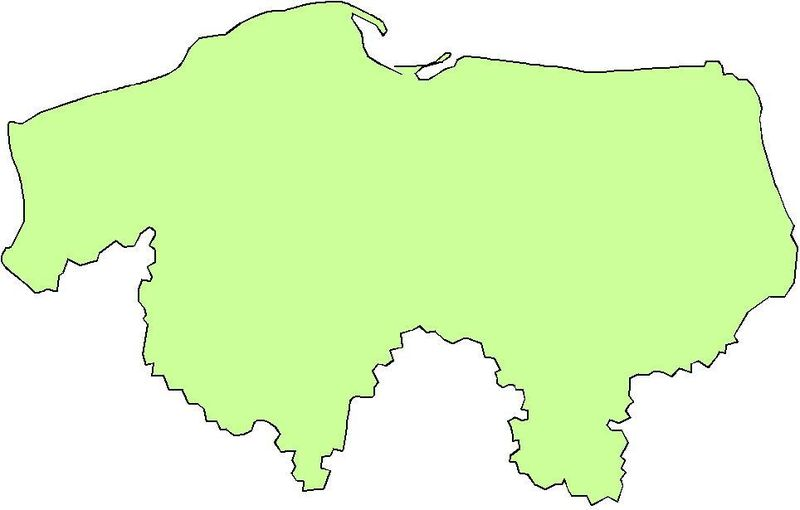
Mapa Pomorskiego Okręgu Wojskowego (1945-2011) po reorganizacji w 2001 roku

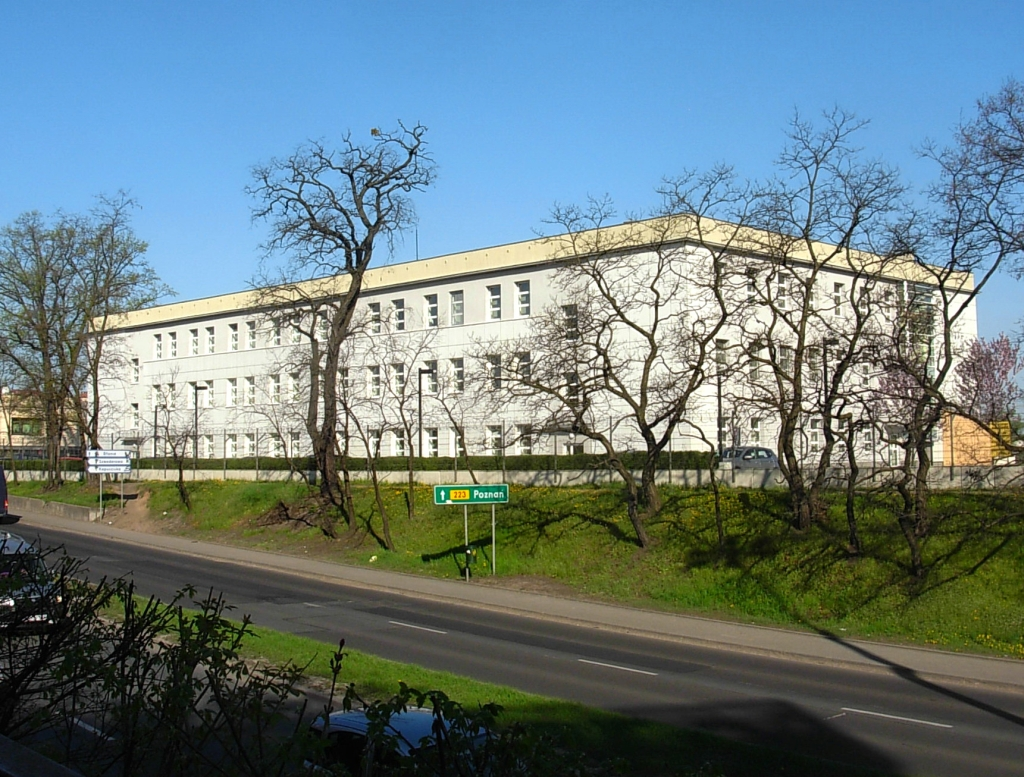
Centrum Szkolenia Sił Połączonych NATO przy ul. Szubińskiej

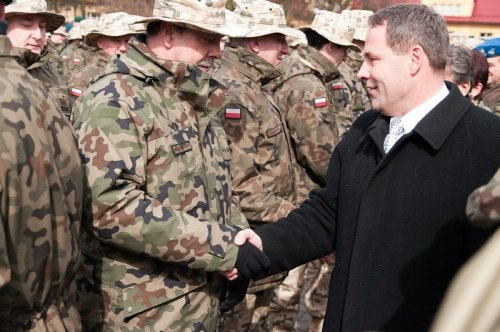
Pożegnanie żołnierzy udających się na misję w Afganistanie (2009)

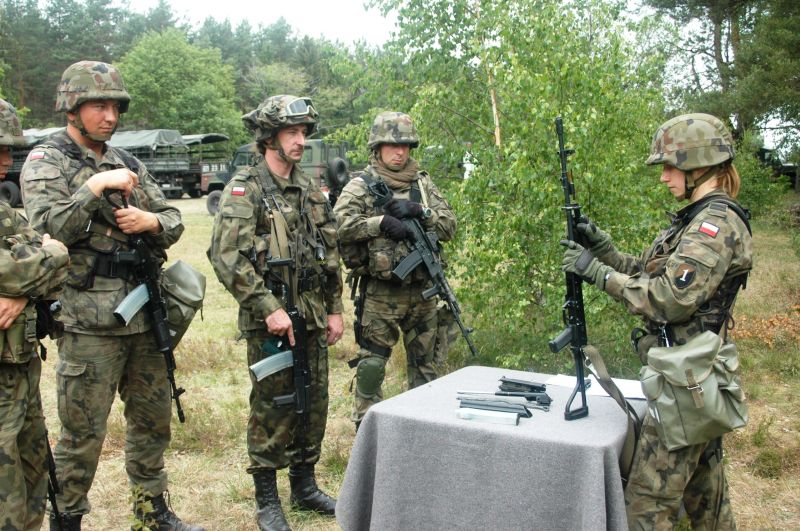
1 Pomorska Brygada Logistyczna

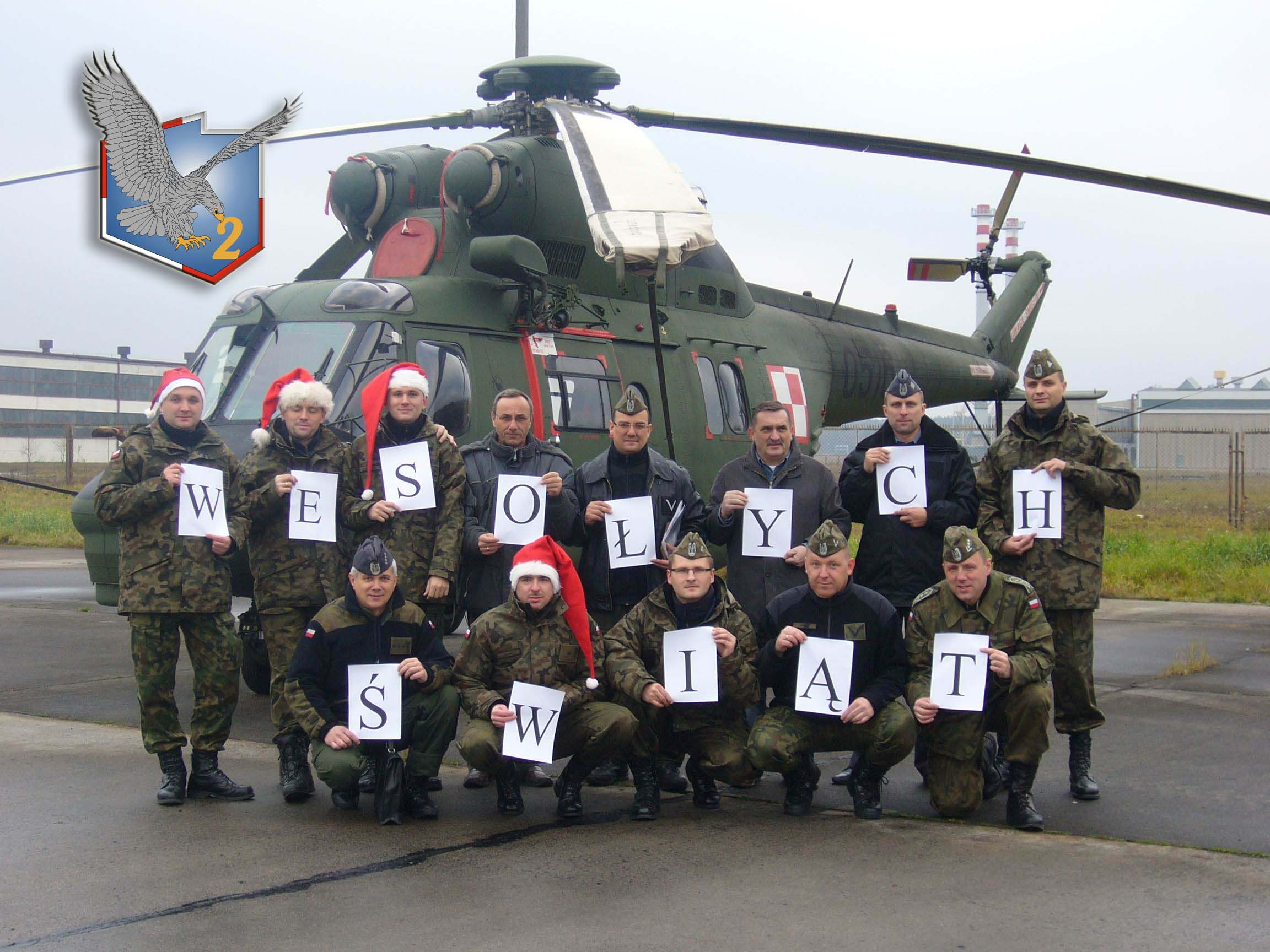
2 Eskadra Lotnictwa Transportowo-Łącznikowego

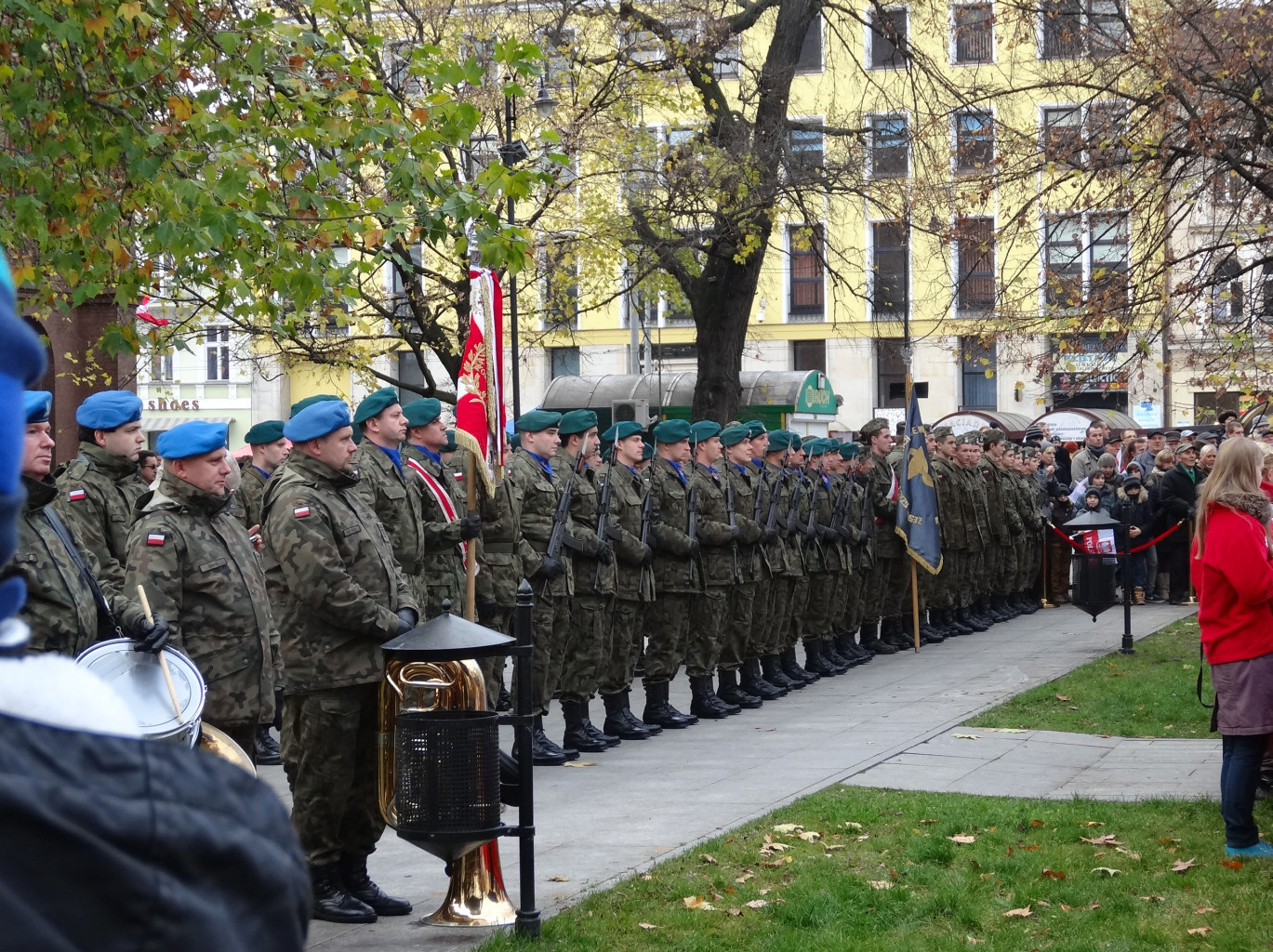
Kompania reprezentacyjna podczas Narodowego Święta Niepodległości w Bydgoszczy (2013)

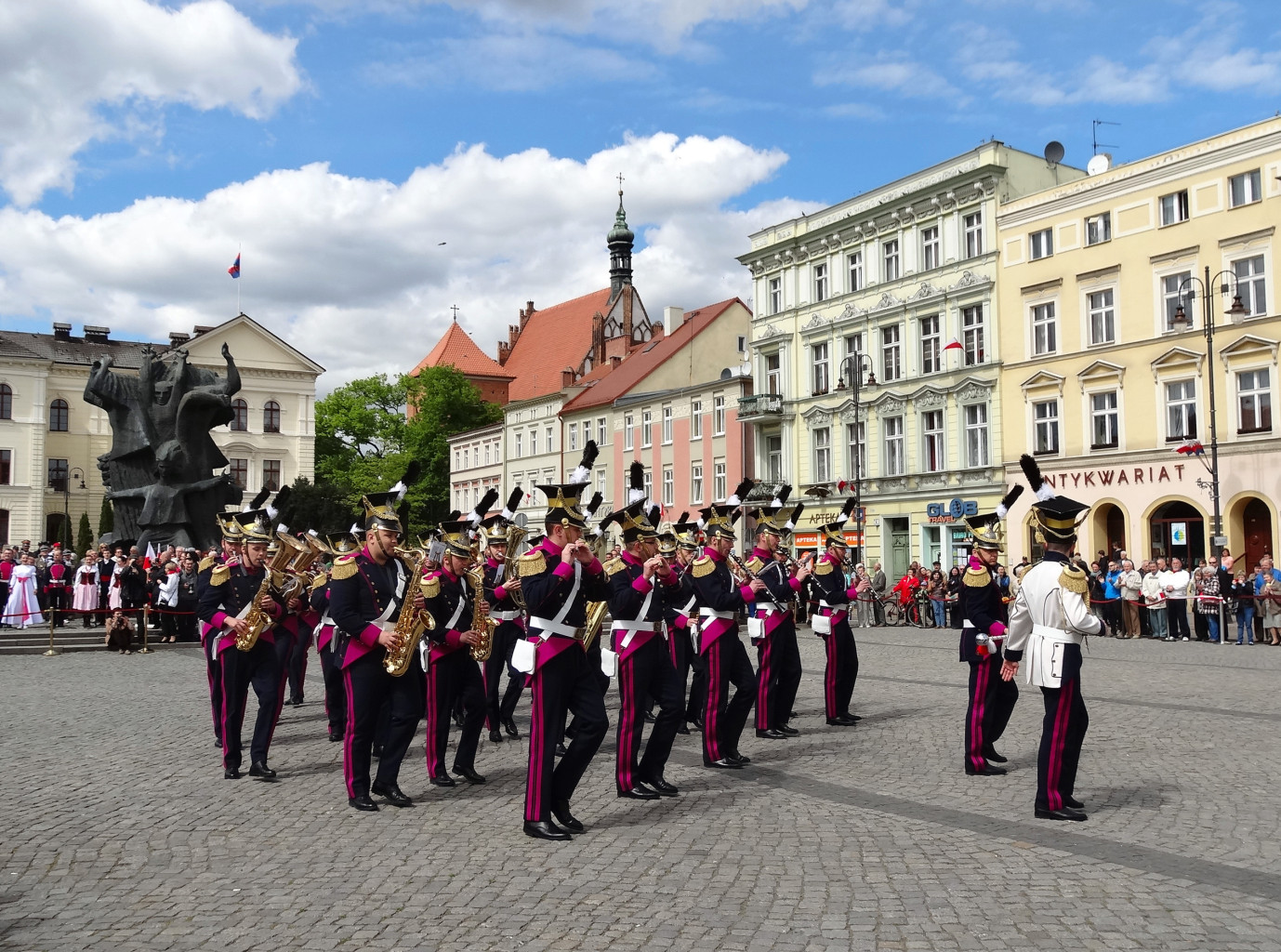
Orkiestra Wojskowa w strojach z okresu Księstwa Warszawskiego podczas Święta Narodowego Trzeciego Maja w Bydgoszczy (2014)

Po 1945 r. w Bydgoszczy uruchomiono Wojskowe Zakłady Lotnicze nr 2 oraz fabrykę materiałów wybuchowych na bazie zbudowanej w czasie wojny niemieckiej DAG Fabrik Bromberg. Począwszy od marca 1945 r. organizowano w Bydgoszczy 14. Dywizję Piechoty. 28 października 1945 r. odbyła się w Bydgoszczy uroczystość zaprzysiężenia dywizji, na którą przybył marszałek Michał Rola-Żymierski. Dywizja istniała do 1957 roku.
W 1945 r., w Bydgoszczy ulokowano Dowództwo Okręgu Wojskowego Nr II – Pomorze na bazie dowództwa 1 Korpusu Armijnego. Okręg objął swoim zasięgiem województwa gdańskie i szczecińskie. W 1954 r. ze względu na zmniejszenie liczby okręgów wojskowych w skład OW weszło województwo olsztyńskie. Jednocześnie dokonano zmiany nazwy okręgu z OW II na Pomorski Okręg Wojskowy. W latach 1953–1992 POW był jednym z trzech okręgów wojskowych w kraju (Warszawski, Śląski, Pomorski). POW wydawało własne czasopisma: „Żołnierska Służba” (1949-1950), „Żołnierz Polski Ludowej” (1951-1990) oraz „Wiarus” (1990–1999).
Po utworzeniu Układu Warszawskiego, od połowy lat 60., na bazie jednostek Pomorskiego OW formowana była na wypadek wojny 1 Armia Ogólnowojskowa wchodząca w skład Frontu Polskiego wydzielanego do Zjednoczonych Sił Zbrojnych Układu Warszawskiego. W skład okręgu do 1989 r. wchodziły jednostki liczące w sumie ok. 100 tys. żołnierzy. W latach 90. rozpoczął się okres głębokiej restrukturyzacji jednostek okręgu. Nastąpiła redukcja wielu jednostek. Dywizje wchodzące w skład POW rozpoczęły przechodzenie z systemu pułkowego na brygadowy. W 2001 r. jednostki operacyjne okręgu podporządkowano Dowództwu Wojsk Lądowych. Podstawowym zadaniem okręgu od tego momentu była obrona terytorialna oraz zabezpieczenie logistyczne jednostek stacjonujących na jego terytorium. POW prowadził również działalność administracyjną i uzupełniającą stany poprzez podległe Wojewódzkie Sztaby Wojskowe i podległe im wojskowe komendy uzupełnień.
W roku 1957 powstało w Bydgoszczy dowództwo 2. Korpusu Obrony Powietrznej, którego jednostki lotnicze i obrony przeciwlotniczej (m.in. 2 Brygada Radiotechniczna) zajmowały się obroną przestrzeni powietrznej w północnym obszarze kraju. Do 1992 r. na bydgoskim lotnisku wojskowym stacjonował 3 Pułk Lotnictwa Szturmowego, natomiast w latach 1992-2010 2 Baza Lotnicza. W latach 2002–2005 w Bydgoszczy znajdowało się 1 Centrum Koordynacji Operacji Powietrznych przeniesione do Gdyni, a w latach 1999–2009 funkcjonowała 2 Eskadra Lotnictwa Transportowo-Łącznikowego, a w jej składzie Lotnicza Grupa Poszukiwawczo-Ratunkowa. W latach 1945–1994 użytkowano poligon lotniczy w Puszczy Bydgoskiej w pobliżu osady Kabat.
Dzięki ważnej funkcji wojskowej Bydgoszczy, w latach 50. XX w. wybudowano dwa osiedla mieszkaniowe: Leśne m.in. dla kadry POW oraz Kapuściska dla pracowników Zakładów Chemicznych. Zbudowano również Park Sportowy Wojska Polskiego „Zawisza” ze stadionem, boiskami treningowymi, krytą bieżnią, salą boksu, podnoszenia ciężarów, strzelnicą, kortami tenisowymi, hotelem z restauracją, amfiteatrem. W latach 1968–1972 oddano wojskowy hotel Garnizonowy na os. Leśnym. W 1974 r. wybudowano również siedzibę Pomorskiego Muzeum Wojskowego.
Wraz ze zniknięciem struktur Układu Warszawskiego i przystąpieniem Polski do Paktu Północnoatlantyckiego, nastąpiły wielkie zmiany w garnizonie bydgoskim. Od 2001 r. Pomorski Okręg Wojskowy objął całą północną połowę kraju. Pozostawiono mu administrację wojskową i zabezpieczenie logistyczne, natomiast jednostki operacyjne podporządkowano utworzonemu także w Bydgoszczy, Dowództwu 1 Korpusu Zmechanizowanego (2001–2003).
W 2003 r. rozpoczęto w Bydgoszczy formowanie 1. Brygady Logistycznej im. Kazimierza Wielkiego, która swoje zadania realizowała także w misjach pokojowych ONZ oraz operacjach sojuszniczych NATO poza granicami kraju.
W 2004 r. ulokowano w Bydgoszczy pierwszą strukturę wojskową NATO w Polsce: Centrum Szkolenia Sił Połączonych (JFTC). W 2007 r. w Bydgoszczy ulokowano Inspektorat Wsparcia Sił Zbrojnych, któremu podlegają okręgi wojskowe, związki taktyczne i oddziały logistyczne w całym kraju. Po rozformowaniu Pomorskiego Okręgu Wojskowego w 2011 roku Inspektorat Wsparcia Sił Zbrojnych przejął wszystkie jego obowiązki, historie i tradycje.

#### Jednostki istniejące w okresie 1945-2014
- 14 Dywizja Piechoty (1945-1957) – dywizja sformowana w Bydgoszczy w końcowych miesiącach II wojny światowej
  - Dowództwo 14 DP
  - 45 Pułk Piechoty
  - 47 Pułk Piechoty
  - 36 Pułk Artylerii Lekkiej
  - 17 Dywizjon Artylerii Przeciwpancernej SU-76
  - 41 Batalion Saperów
  - 21 Batalion Łączności
  - 17 Batalion Sanitarny
  - Szkolna Kompania Strzelecka
  - 7 Kompania Karabinów Maszynowych Przeciwlotniczych
  - 17 Kompania Obrony Przeciwgazowej
  - 22 Samochodowa Kompania Podwozu
  - 14 Kompania Wywiadowcza
  - 28 Ambulans Weterynaryjny
  - Ruchomy Warsztat Taborowo-Mundurowy
  - 30 Piekarnia Polowa
  - 3244 Wojskowa Stacja Pocztowa
  - Kasa Polskiego Banku Państwowego Nr 2128
- Dowództwo Pomorskiego Okręgu Wojskowego (1945-2011)
- 2 Batalion Łączności Okręgu Wojskowego – podległy POW
- 4 Pułk Łączności – podległy POW
- 4 Pułk Zabezpieczenia
- 4 Bydgoski Pułk Dowodzenia
- 2 Liniowy Batalion Łączności (1945–1946)
- 32 Samodzielny Pułk Artylerii OPK (1957-1974)
- 56 Kompania Specjalna (1967-1994)
- 3 Pułk Lotnictwa Szturmowego (do 1992)
- 35 Pułk Lotnictwa Bombowego (1952)
- 4 Pułk Lotnictwa Szturmowego
- Korpus Przeciwdesantowy (1953)
- 1 Lotnicza Eskadra Kierowania Ogniem Artylerii (1952–1957)
- 10 Eskadra Lotnictwa Łącznikowego (1952-1991)
- 8 Dywizja Lotnictwa Szturmowego (1953-1963)
- 2 Korpus Obrony Powietrznej (1957-2007)
- 2 Węzeł Łączności (1957-2007), między innymi na jego bazie został utworzony 2 Rejon Wsparcia Teleinformatycznego Sił Powietrznych
- 2 Korpus Obrony Przeciwlotniczej (1958–1962)
- 2 Szkolny Pułk Samochodowy
- 2 Brygada Radiotechniczna (1974–2008)
- 2 Baza Lotnicza (1992-2010)
- 2 Eskadra Lotnictwa Transportowo-Łącznikowego (1999–2009)
- 1 Korpus Zmechanizowany
- Dowództwo Narodowego Elementu Wsparcia „Ziemi Mogileńskiej” (2004-2014)

#### Jednostki przedyslokowane
- 1 Centrum Koordynacji Operacji Powietrznych (przeniesione do Gdyni)

## Dowódcy garnizonu
Stały garnizon władze pruskie osadziły w Bydgoszczy w listopadzie 1772 r. Pierwszym oddziałem był szwadron 7 regimentu huzarów (dowódca – rtm. von Tyba). Komendantem garnizonu został dowódca regimentu:
- 1773-1774 – gen. lejt. Paweł Józef Małachowski
- 1774-1775 – gen. mjr Adolf-Detlev von Usedom
- w 1792 – gen. mjr Friedrich-Ludwig von der Trenck
- w 1796 – gen. lejt. Georg-Ludwig-Egidius von Kohler
- ?-1806 – gen. mjr von Mannstein

Od listopada 1806 r. Bydgoszcz znalazła się w granicach Księstwa Warszawskiego. Dowódcą garnizonu był zwyczajowo dowódca oddziału przebywającego w mieście:
- listopad 1806 – gen. Amilkar Kosiński
- grudzień 1806 – gen. J. Komierowski
- styczeń 1807 – gen. Jan Henryk Dąbrowski
- luty-marzec 1807 – gen. Wincenty Axamitowski

20 stycznia 1920 r. do Bydgoszczy wkroczyły oddziały Wojsk Wielkopolskich. Pierwszym komendantem miasta został ppłk Witold Butler. Funkcję tę pełnił jeden dzień do czasu przybycia sztabu 15 Dywizji Piechoty.
- styczeń 1920 – kwiecień 1920 – płk Albin Jasiński
- kwiecień 1920 – listopad 1920 – mjr K. Kaczorowski
- listopad 1920 – sierpień 1922 – gen. Henryk Zemanek inne źródła podają: gen. Mieczysław Poniatowski
- 1922–1924 – gen. Władysław Jung
- 1924-1934 – gen. Wiktor Thommée
- 1934-1937 – gen. Jan Chmurowicz
- 1937–1939 – gen. Stanisław Grzmot-Skotnicki

Po wojnie komendantami miasta byli m.in.:
- 1945-? – płk Wierchogliad
- 2012 – płk Jan Rynkiewicz